# Servicio Aéreo Especial

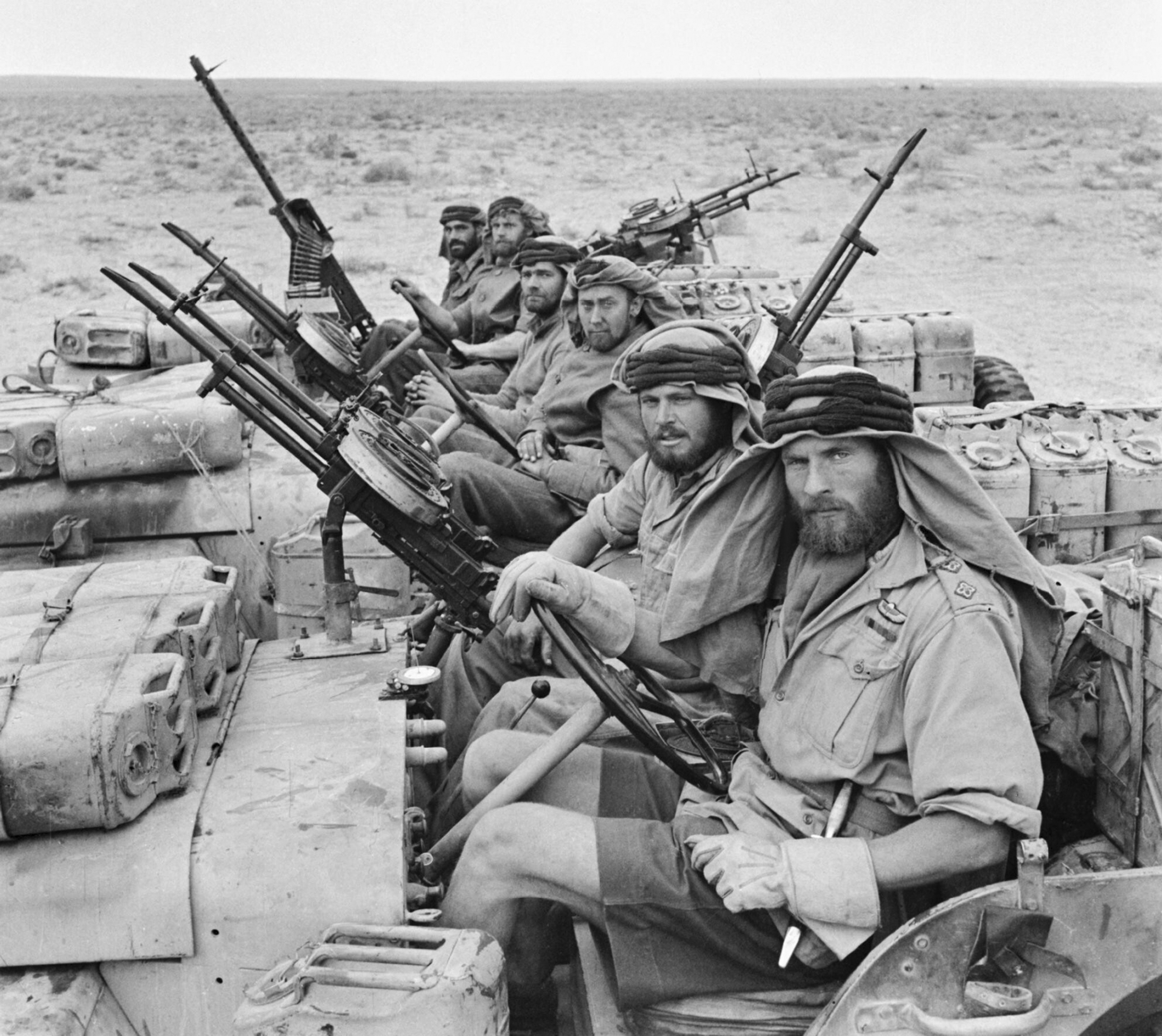
Patrulla del SAS en el norte de África durante la Segunda Guerra Mundial.

El Servicio Aéreo Especial (en inglés: Special Air Service), más conocido por sus siglas SAS, es un cuerpo de ejército de fuerzas especiales del Ejército Británico. Formado por tres regimientos, sus funciones en tiempo de guerra son las operaciones especiales, y en tiempo de paz, principalmente el contraterrorismo, fundada por el teniente coronel Archibald David Stirling junto con el mayor irlándes Robert Blair Mayne y el teniente Jock Lewes de la India Británica.
Junto con el Servicio Especial de Embarcaciones (SBS), el Regimiento de Reconocimiento Especial (SRR) y, a partir de 2006, el Grupo de Apoyo de Fuerzas Especiales (SFSG), integran las Fuerzas Especiales del Reino Unido (UKSF).
El regimiento ha servido como modelo para la creación de las fuerzas especiales de muchos países del mundo.
Aunque el SAS tiene su origen en la Segunda Guerra Mundial, se dio a conocer fuera del ámbito militar como una de las más respetadas unidades de élite del mundo tras la exitosa Operación Nimrod de 1980, cuando asaltaron a mano armada la Embajada de Irán en Londres para rescatar a los rehenes.

## Organización
El SAS está formado por tres regimientos, uno con personal proveniente del ejército regular, el 22 Special Air Service Regiment (22 SAS), y dos del Territorial Army (TA), la fuerza de reserva del Ejército Británico, el 21 (Rifle Artists) Special Air Service Regiment (21 SAS(R)) y el 23 Special Air Service Regiment (23 SAS(R)).
| 21.° SAS(R) (creado julio de 1947)              | 22.° SAS (creado julio de 1952)                                             | 23.° SAS(R) (creado febrero de 1958) |
| ----------------------------------------------- | --------------------------------------------------------------------------- | ------------------------------------ |
| Cuartel general (Regent's Park, Londres)        | Cuartel general (Credenhill, cerca de Hereford)                             | Cuartel general (Wolverhampton)      |
| Escuadrón A (Regent's Park)                     | Escuadrón A (creado en 1950 en Malasia, con voluntarios del Ejército)       | Escuadrón A (Invergowrie/Glasgow)    |
| Escuadrón C (Basingstoke/Cambridge/Southampton) | Escuadrón B (creado en 1950 en Malasia, con ex SAS reservistas y el 21 SAS) | Escuadrón B (Leeds)                  |
| Escuadrón E (Newport)                           | Escuadrón D (Creado en 1951 en Malasia)                                     | Escuadrón C (Newcastle/Mánchester)   |
|                                                 | Escuadrón G (creado en 1967 en Borneo, con paracaidistas)                   |                                      |

El SAS forma parte de las UKSF desde 1987, cuando estas se integraron a las fuerzas especiales del ejército (SAS) y de los Royal Marines (SBS) bajo un mando unificado. El Director del SAS recibió el cargo adicional de Director del UK Special Forces (DSF). Además se crearon la Joint Special Forces Aviation Wing, el Special Reconnaissance Regiment (SRR) y el Special Forces Support Group (SFSG).

### Sabre Squadrons
El escuadrón es el elemento operativo del Regimiento SAS y el que normalmente realiza una operación, aunque las operaciones más comunes son efectuadas por unidades inferiores que reportan a su escuadrón. Cada "Sabre Squadron", término de la caballería británica que distingue a las unidades de lucha de las de apoyo, engloba unos 64 hombres para funciones de combate más los necesarios para funciones de soporte, con un total de seis oficiales y 78 soldados.[cita requerida]
Los distintos regimientos están divididos en escuadrones:
- 21.° SAS (TA) dispone de Plana Mayor (HQ) y los escuadrones A, C y E;
- 23.° SAS (TA) se compone de Plana Mayor (HQ) y los escuadrones A y B;
- 22.° SAS dispone de Plana Mayor (HQ) y cuatro escuadrones (A, B, D y G) además de una sección de inteligencia, otra de investigación, la sección CRW y la de entrenamiento.

Se estiman en unos 700 hombres los componentes de los tres regimientos SAS, incluyendo Plana Mayor, unidad de instrucción, planificación e inteligencia, más diverso personal agregado. Se llegó a estudiar aumentar el número de escuadrones del SAS destinados a combate en los primeros años del siglo XXI, pasando de los 500 miembros actuales a unos 1500-2000 debido a los numerosos requerimientos operativos. Posteriormente se pensó en crear solamente un nuevo escuadrón en el 22.° SAS para afrontar esos retos sin disminuir el nivel del entrenamiento y selección.[cita requerida]

### Estructura operativa
La estructura operativa básica del SAS se basa en los grupos de cuatro hombres; cuatro hombres forman una patrulla, cuatro patrullas un grupo (troop), cuatro grupos un escuadrón (Sabre Squadron) y cuatro escuadrones, el regimiento.

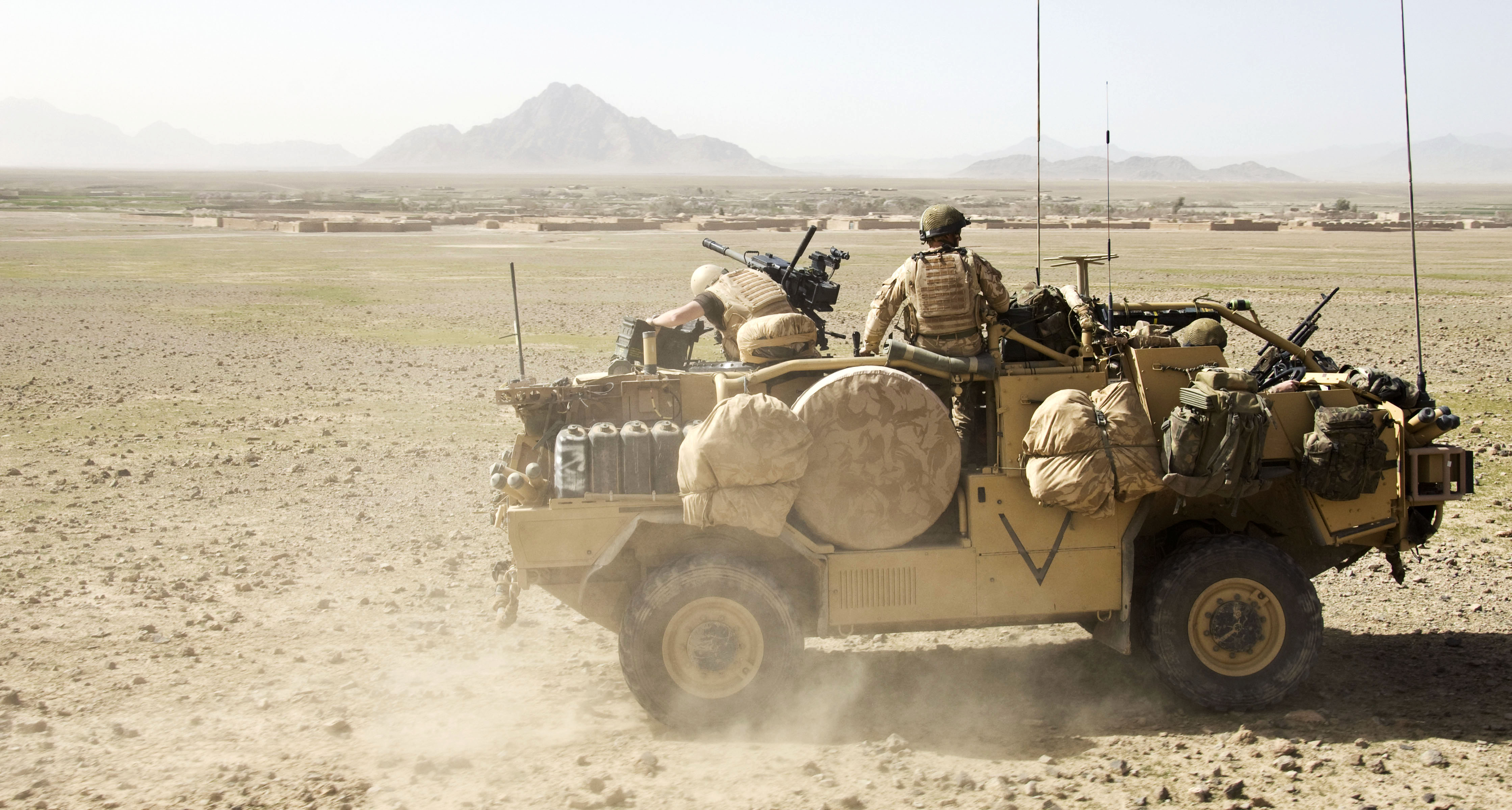
El Supacat MWMIK Jackal fue empleado por el ejército británico en Afganistán, incluido el Mobility Troop de SAS, reemplazando a los Land Rover por su mayor protección contra minas y artefactos explosivos.

Al mando de cada troop del SAS está un capitán, o un sargento mayor si no hay suficientes oficiales. Cada uno de estos grupos (troops) se especializan en el 22 SAS en un medio distinto:
- Air Troop (16 Troop): Técnicas de inserción en paracaídas en modo HALO/HAHO, así como asalto desde helicópteros.

- Boat Troop (17 Troop): Inserción en botes, en kayaks, desde submarinos, submarinismo, demolición submarina y asalto a buques. Estas tareas también se realizan por el SBS, con quien se entrenan. Incluye técnicas de inserción marina saltando desde helicópteros o en paracaídas. Las inserciones desde submarinos son las más arriesgadas y las que más preparación y entrenamiento requieren.

- Mountain Troop (19 Troop): Especialidad en alta montaña y alpinismo, así como clima ártico. Algunos elementos del SAS se entrenan en Baviera en la escuela de Alta Montaña del Ejército Federal Alemán. Se espera que las habilidades y técnicas de sus miembros posibiliten al SAS llegar a sitios considerados inaccesibles para así atacar u observar al enemigo desde lugares inesperados.

- Mobility Troop (18 Troop): Incursiones terrestres en profundidad tras las líneas enemigas a bordo de vehículos Land Rover o Light Strike Vehicle (LSV) donde aprenden navegación, conducción y reparaciones de los mismos. A pesar de requerir apoyo logístico (por lo cual se pretende que sean lo más autónomas posible), las posibilidades de patrulla y reconocimiento que ofrecen son considerables.

Estas tareas también son cumplidas por el SBS de los Royal Marines, por ejemplo, en Afganistán o Irak, con los que el SAS se entrena y con los que integra las UK Special Forces. Los componentes del SAS son trasladados regularmente de un Escuadrón Sabre a otro, asegurando el dominio de cada miembro en las distintas técnicas de cada especialidad.
La sección CT (antiterrorismo) del SAS está compuesta por un escuadrón del UKSF (SAS y SBS) que rota en este rol cada 6/9 meses, permaneciendo en el Reino Unido en estado de alerta. En este caso, cuando el escuadrón asignado es del SAS, se divide en dos troops: Red Troop (en lugar de Air Troop/Mountain Troop) y Blue Troop (en lugar de Boat Troop/Mobility Troop). Los grupos Red y Blue forman dos grupos de asalto, apoyados cada uno por un equipo de francotiradores y vigilancia.
Un escuadrón del Territorial Army está también en alerta para asistir si fuera necesario al escuadrón del 22.° SAS. Este escuadrón asume el papel de CRW (Counter Revolutionary Warfare: lucha contrarrevolucionaria) en que se entrena todo miembro del SAS. Igualmente asiste en operaciones libres y encubiertas por todo el mundo (Special Projects Team).

#### CRW (Counter Revolutionary Warfare: lucha contrarrevolucionaria)
Cada escuadrón del SAS participa de forma rotativa en la sección CRW, también conocida como «equipo de proyectos especiales» (special projects team –SPT–). Conocida originalmente como el «Pagoda Squadron», fue creada tras el masacre de los JJ. OO. de Múnich 72. Su primera acción –aunque al rendirse los secuestradores, tras seis días de asedio por la policía, el equipo del SAS no llegó a intervenir– fue en 1975, durante el asedio de Balcombe Street, Londres, cuando cuatro terroristas del IRA, huyendo de la policía tras un tiroteo, entraron en una vivienda y cogieron como rehenes al matrimonio que estaba en el piso.
Los secuestradores se rindieron al escuchar en las noticias que el SAS estaba preparado para intervenir.
Su primera intervención en el extranjero fue en octubre de 1977 como apoyo al GSG 9 alemán durante el secuestro del avión de Lufthansa, cuando un vuelo Palma de Mallorca-Fráncfort fue abordado en Mogadiscio, Somalia.

### Patrulla SAS
El SAS se mueve normalmente en patrullas de cuatro hombres, tal como David Stirling las organizó en su día. Esta forma de trabajar demostró su utilidad en Malasia, donde se probó que las unidades pequeñas desempeñan mejor ciertas tareas y son más discretas y difíciles de detectar por el enemigo. Asimismo permite la evacuación de un herido por dos miembros y el restante daría protección.
Cada miembro de la unidad se especializa en una disciplina principal, que puede ser la caída libre, montañismo, conductores de vehículos y embarcaciones/buceo. Además debe tener habilidades complementarias en al menos otra de las demás disciplinas. Todos los miembros deben tener conocimientos básicos en todas las funciones a desempeñar. Estas funciones en que se requiere especialistas son:
- Comunicaciones: Experto en el manejo de sistemas de radio de alta frecuencia y comunicaciones por radio, radios tácticas (TacRadio) y satélite (SatCom). Asimismo deben saber el código morse y ser capaces de afrontar interferencias en las comunicaciones. A veces el SAS se vale de miembros del 264 (SAS) Signals Squadron.
- Paramédico: Se imparte un curso intensivo en Hereford, al que siguen estancias en hospitales. Se trata tanto de asistir a la patrulla como a posibles nativos que apoyen o colaboren.
- Idiomas: Se imparten cursos en el Army School of Languages, y se fomentan visitas a países donde se hablen esos idiomas.
- Forward Air Control (FAC).
- Explosivos: Especialización en demoliciones y manejo de todo tipo de explosivos.

## Funciones del SAS
El rol del SAS es actuar en las siguientes situaciones:
- Obtener información (Intelligence collection) del enemigo. Esto incluye normalmente operar de modo oculto, estableciendo puntos de observación y durante periodos prolongados tras las líneas enemigas. Esta es la misión fundamental del SAS: suministrar información acerca de las posiciones enemigas, rutas de suministro e información de valor militar.
- Sabotajes y ataques dentro de territorio enemigo, preferentemente objetivos y estructuras clave.
- Operaciones antiterrorismo en Gran Bretaña, apoyando a la policía.
- Operaciones antiterrorismo fuera de Gran Bretaña.
- Entrenamiento de ejércitos aliados y guerrillas extranjeras.[15]
- Guerra contrarrevolucionaria (CRW).[16]
- Protección y seguridad de autoridades.

Cada regimiento tiene asignadas funciones distintas. Los Regimientos Territoriales (TA) 21 y 23 están especializados en reconocimientos cercanos de objetivos (CTR o Close Target Reconnaissance), mientras que el 22 SAS realiza además las tareas de más peso y riesgo, como la llamada guerra contrarrevolucionaria (CRW), antiterrorismo (CT) y las típicas acciones directas de una fuerza de acción rápida (QRF). La relación entre los regimientos es directa, y los miembros del 22 SAS deben de pasar temporalmente por las filas de los TA. En 1980 se estableció la norma de que un oficial del 22 SAS debía de haber servido algún tiempo en los TA.
Durante la guerra del Golfo, algunos elementos de los 21 y 23 SAS fueron asignados al 22 SAS. La experiencia no cumplió las expectativas y resintió la confianza del 22 SAS en ellos. Esto tuvo repercusiones en el despliegue en Afganistán de los 21 y 23 SAS.
Antes del 11-S, un escuadrón del 22 SAS realizaba, dentro de las rotaciones asignadas, labores de entrenamiento y asesoramiento a ejércitos y gobiernos aliados. En las décadas de 1980 y 1990, el SAS proporcionó el oficial al mando y personal de dirección para la escuela internacional de la patrulla de reconocimiento de la OTAN (ILRRPS) basada en Weingarten (Alemania), así como para la escuela de entrenamiento británica de la guerra en la selva en Brunéi.
Actualmente algunas funciones del SAS han pasado al Regimiento de Reconocimiento Especial (SRR) y a la Grupo Conjunto de Apoyo a las Fuerzas Especiales (JSFSG).

## Equipamiento y uniforme

### Uniforme

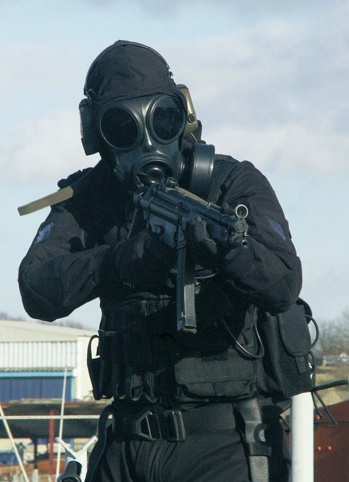
Ejemplo de trajes utilizados en el regimiento, normalmente en zonas de combate o en un rescate de rehenes.

A diferencia del resto del Ejército Británico, este regimiento tiene la opción de elegir en cierto grado tanto las armas como los uniformes (sobre todo en combate). Durante la instrucción y maniobras llevan el uniforme de campaña reglamentario del Ejército Británico, pero con boina de color arena y el emblema del puñal con alas. Cuando realizan una operación, son libres de llevar el uniforme o ropa que crean convenientes, así como de elegir las armas. Para misiones antiterroristas (CT) suelen ir vestidos de negro, con lo que consiguen causar una fuerte impresión y, sobre todo, una menor visibilidad en situaciones de humo o polvo.[cita requerida]

### Armamento
Como unidad de élite, existe una amplia gama de varias armas de fuego utilizadas por el SAS. Estas son las armas conocidas utilizadas por la unidad: algunas se fabrican localmente mientras que otras se importan del extranjero.
- L119A1/A2 5.56x45mm – La designación del Reino Unido para el Colt Canada C8SFW (Special Forces Weapon).
- UCIW (Arma individual ultra compacta) 5.56x45 mm - Carabina M4 acortada con una longitud máxima de 22 pulgadas y acepta 30 cargadores redondos M16 / M4.
- Heckler & Koch HK33 5.56x45mm - Se utilizan las variantes HK33 y HK53.
- Heckler & Koch G3 7.62x51mm - Utiliza la variante SG1 que cuenta con un cañón especial, bípode, material ergonómico, grupo de disparo y un alcance que se asemeja mucho al Heckler & Koch PSG-1 sin dejar de admitir el estilo de cuerpo estándar G3.
- Heckler & Koch G36 5.56x45mm – La variante G36K ha sido utilizada por el SAS en Afganistán.
- Heckler & Koch MP5 9x19mm - se utilizan varios modelos, incluidos MP5K y MP5SD.
- MAC-10 9x19mm: utilizado anteriormente por el SAS en Irlanda del Norte a principios de la década de 1970 y en "Los Problemas".
- Pistola Browning Hi Power 9x19mm - La designación fue L9A1 y fue reemplazada principalmente por las pistolas P226.
- Pistola SIG-Sauer P226 9x19mm - Designación como L105A2, lo que significa que tiene un riel táctico para una linterna y / o el accesorio láser está garantizado y reemplazó al L9A1.
- Glock 17 9x19mm - Designado como L131A1 y también utilizado por SAS.
- Glock 19 9x19mm - Usado por agentes vestidos de civil.
- Heckler & Koch HK417 7.62x51mm - Utilizado como rifle de tirador.
- Accuracy International Arctic Warfare.338 Lapua Magnum - Utilizado como un rifle de francotirador / tirador.
- Remington 870 12 Gauge - Utilizado con rondas de infracción especiales que se conocen como 'Rondas Hatton'.

#### Armas individuales
La presencia de la familia de fusiles M-16 como arma estándar en los SAS ha durado más de 40 años. El M16 es conocido en todas sus versiones por el SAS como "Armalite". Actualmente, el 22 SAS emplea el fusil de asalto C8A2, versión mejorada canadiense del M4 estadounidense, como arma estándar debido a razones de discreción y estandarización de procedimientos y tácticas con otros equipos de unidades especiales de la OTAN, principalmente los estadounidenses. El fusil estándar británico, el L85A2, solo es usado por el 22 SAS cuando deben pasar por tropas regulares, aunque es el arma estándar de los 21 y 23 SAS (Territorial Army).

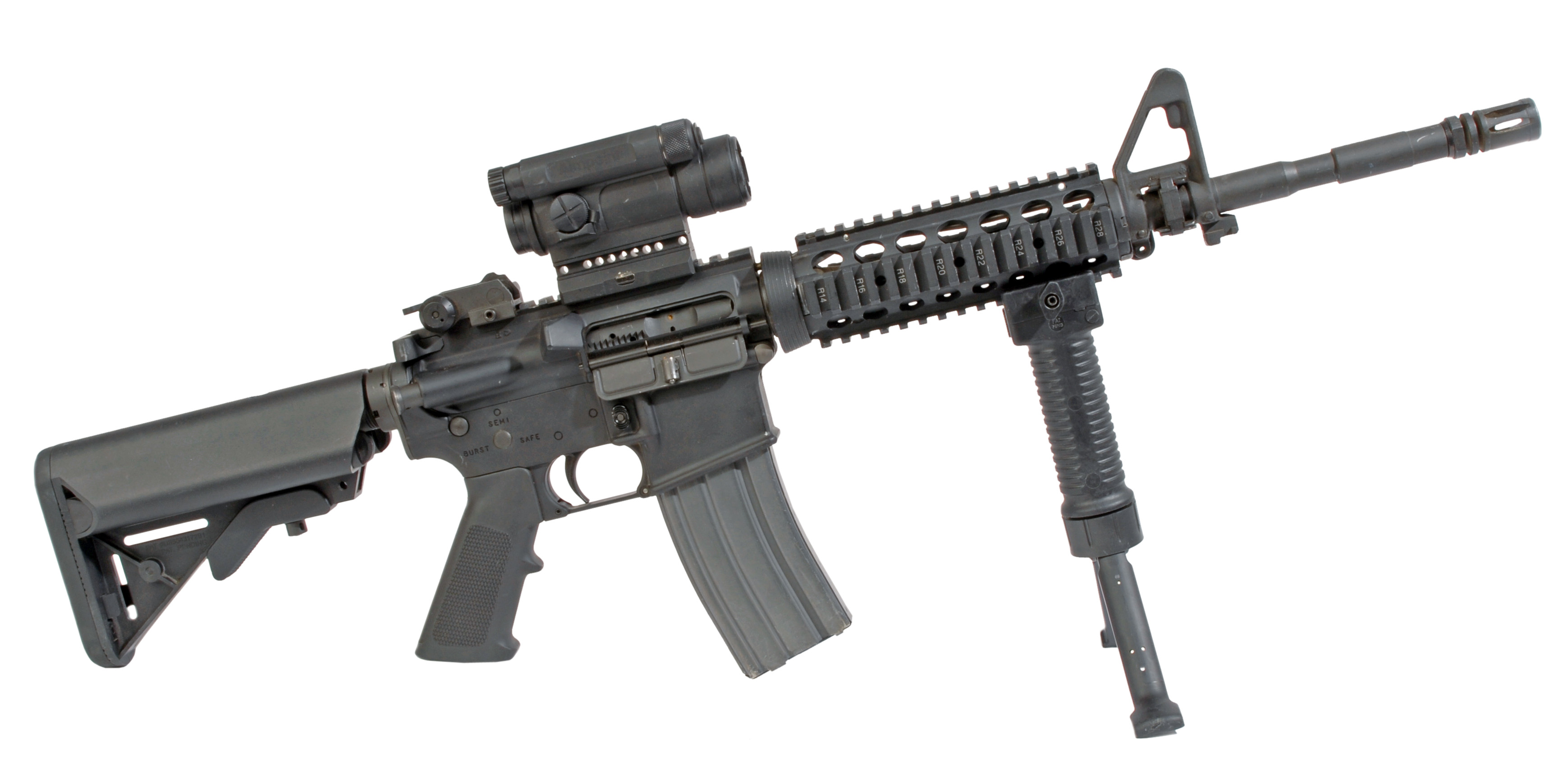
Carabina M4.

En 1963, se adquirió para el SAS y otros cuerpos que luchaban en Borneo un gran número de fusiles AR-15 de 5.56 mm. Este fusil tenía la ventaja de que era más ligero y permitía transportar más munición que el fusil estándar L1A1 SLR (versión británica del FN FAL). El M16 complementó en Borneo al L1A1 SLR y reemplazó a los subfusiles, ya que era poco más pesado que el Sterling. Desde entonces, y una vez superados ciertos problemas en Adén, el M-16 se convirtió en el arma oficial del 22 SAS, que lo ha empleado especialmente con el lanzagranadas M203 en diversos conflictos.
Cuando ha hecho falta el SAS ha empleado otras armas. Se ha empleado el G3, HK33 o HK53 en Omán o Irlanda del Norte. En las Malvinas se capturaron algunos fúsiles FAL que se incorporaron al servicio.
La imagen del SAS en operaciones antiterroristas se ha asociado al subfusil alemán HK MP5. En las imágenes de la operación Nimrod (1980), cuando el SAS liberó a varios rehenes en la embajada de Irán en Londres, aparecían miembros del SAS equipados con el MP5. El SAS conoció esta arma gracias a los dos asesores del SAS que apoyaron en 1977 la operación de liberación de rehenes en Somalia, en la que efectivos del GSG9 alemán asaltaron un avión de Lufthansa secuestrado por terroristas. En los espacios cerrados del avión, el MP5 demostró su capacidad gracias a su diseño compacto y menor peligro de su munición de 9 mm dentro de habitaciones en edificios, ayudando a ejecutar la misión con éxito.
La pistola Sig-Sauer P226 es la que equipa al SAS. Es usada como arma secundaria o tareas que requieran un arma corta. Sustituye a la Browning Hi-Power, un clásico con más de 40 años de apreciado servicio en el SAS. Otras armas empleadas por el SAS incluyen los subfusiles H&K MP5, MP5SD, MP5K; fusiles de asalto H&K G3 y G36; las pistolas Sig-Sauer P226, Browning High Power o Welrod y las escopetas Remington 870 y Franchi SPAS-12 para lucha urbana y en la selva.

#### Armas de apoyo
Como armas de apoyo, en el SAS está muy extendido el uso de la belga FN Minimi como ametralladora ligera, así como de la FN MAG cuando se requiere mayor potencia de fuego.
Cuando las circunstancias lo han requerido, el SAS ha recurrido en ocasiones a armas más pesadas. Así fue con los misiles antitanque MILAN y los misiles tierra-aire FIM-92 Stinger durante la Guerra de las Malvinas y la Guerra del Golfo. En las Malvinas, el Stinger no era empleado oficialmente por el ejército británico, pues fueron un préstamo de la Delta Force estadounidense, apuntándose el SAS el derribo de un IA-58 Pucará argentino. También se lanzaron cohetes antitanques M72 LAW de 66 mm y 80 mm en las Malvinas y la Guerra del Golfo contra blindados, búnkeres y posiciones fortificadas, así como los morteros L16 de 81 mm para proporcionar fuego de apoyo en el ataque o aumentar el poder de fuego en defensa.

#### Cuchillos de combate
A diferencia de los Navy Seals, esta unidad utiliza las siguientes armas blancas:
- Ka-Bar 1222 USMC Sandvik 12C27 con borde dentado - Acero inoxidable de 7 ″.
- Khukuri (Kukri en español) 8 ″ -15 ″ - 15 ″ edición estándar - Usada en la guerra Anglo-Nepalesa.

### Medios de transporte

#### Medios terrestres
El Mobility Troop del SAS emplea vehículos adaptados para su misión, heredada de la que hacía en el desierto en la Segunda Guerra Mundial. EL Land Rover 110 Desert Patrol Vehicle (DPV) fue el medio preferido durante casi 60 años, hasta el punto de asociarse su imagen al SAS. Basándose en la experiencia de las ofensivas en Irak de 1991 y 2003, puede estimarse que una columna del Mobility Troop estaría formada por 8 vehículos, actualmente 7 vehículos Supacat HMT 400 con armamento variado y un camión de apoyo, tipo ACMAT o Supacat HTM 600 extendido. Asimismo estaría complementada por al menos 2 motocicletas o vehículos quads para funciones de punta de columna y reconocimiento. El HMT 400 Supacat Jackal 4x4 MWMIK (Mobility Weapons Mount Instalation Kit) reemplazó en 2008 a los Land Rover WMIKs (Weapons Mounted Instalation Kit), siendo elegido por su mayor visibilidad, aerotransportabilidad y resistencia a IED. El HMT 600 Coyote hace las funciones de nodriza, reemplazando a los camiones Unimog. El que los HMT 600 compartan componentes con los HMT 400 es en teoría una ventaja. El SAS los ha armado cuando ha sido necesario con misiles antitanque, morteros y ahora estudia hacerlo con un cañón de 105 mm..
Durante la Segunda Guerra Mundial, el SAS utilizaba Jeeps con dos pares de ametralladoras Vickers G.O..303-inch, No. 1, Mk. I, originalmente diseñadas para uso aéreo, montadas delante y atrás. En Omán, a finales de la década de 1950, el SAS empezó a usar los Land Rover equipados con dos ametralladoras Vickers y dos Browning.30. Posteriormente empleó otros modelos de Land Rover, incrementando cada vez más su armamento.

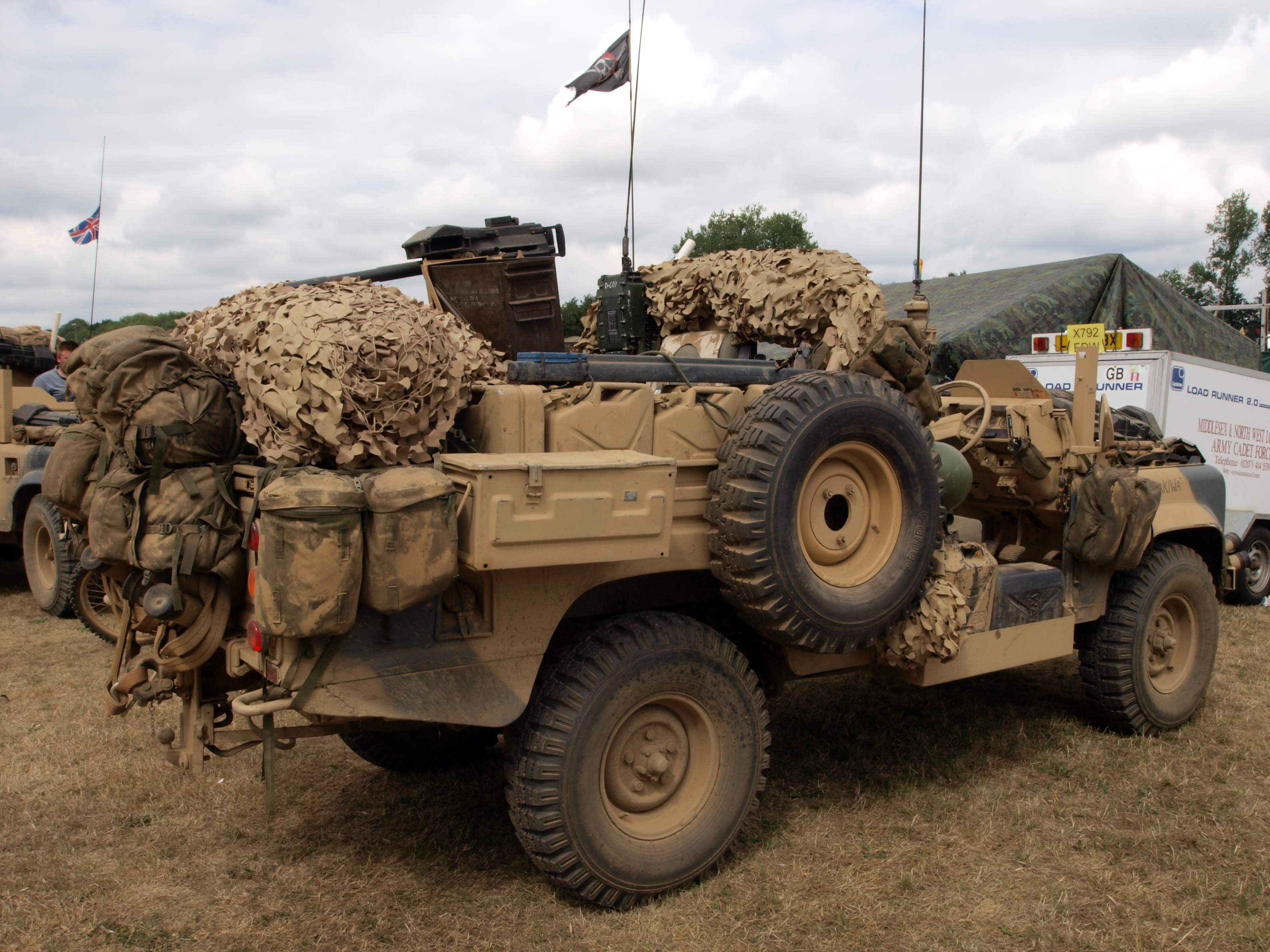
Land Rover del SAS, con todo el equipamiento.

##### "Pink Panthers"
Los legendarios "Pink Panthers", tan asociados a la imagen del SAS, merecen una mención aparte. En Omán se empleó el Land Rover 88 Serie I, adaptándolo sobre el terreno y dotándolo de montajes dobles Vickers 0.30 en el frontal y otra ametralladora Vickers 0.30 en la trasera. Debido al éxito se adoptó el Serie IIA 90, denominándolo "Dinkies", ya que proporcionaba más autonomía.
Utilizados también en Adén, se pusieron en servicio a finales de la década de 1960 los Land Rover 109 por su mayor capacidad de carga, camuflándose para el papel de Desert Patrol Vehicle (DPV) y pintándolos de color rosa. Los "Pinkies" estaban equipados con una ametralladora pesada Browning M2.50 y poseían una autonomía mayor que otros vehículos adaptados anteriormente por el SAS para uso en el desierto. Fueron reemplazados a finales de la década de 1980 por los "Landies", Land Rover 110 HCPU, especialmente adaptados que elevaban el peso en combate a 3050 kg. Estos Land Rover estaban pintados de marrón, aunque se siguió la tradición de llamarles "Pinkies", armados con ametralladoras de 7,62 y 12,70 mm, así como lanzagranadas de 40 mm y misiles MILAN y Stinger. Los "Pinkies" fueron empleados en varios conflictos (Guerra del Golfo, Sierra Leona, Balcanes, Afganistán e Irak).

#### Medios aéreos
El Cuerpo Aéreo del Ejército (AAC) da apoyo al SAS y al resto del UKSF en operaciones de inserción o extracción, vigilancia y de transporte camuflado (aparatos sin distintivos militares). El AAC cuenta con la Joint Special Forces Aviation Wing.
- El SAS emplea en exclusiva el 8 Flight Army Air Corps, equipado inicialmente con cuatro helicópteros A-109 (dos capturados a los argentinos en la guerra de las Malvinas más dos comprados posteriormente) con esquema de pintura civil para facilitar el desplazamiento discreto del SAS en el Reino Unido. Los sustituyeron cuatro Eurocopter AS365 N3 Dauphin y dos Gazelle de apoyo.
- En misiones en zonas de guerra los reemplaza el 657.° Escuadrón del AAC basado en Odinham. Esta es una unidad de helicópteros Lynx, modificados para las operaciones especiales, cuyas tripulaciones han sido entrenadas para este tipo de misiones. Estos Lynx han sido desplegados en Sierra Leona, Afganistán e Irak.[28]

La función de la Royal Air Force (RAF) es complementaria a la del Cuerpo Aéreo del Ejército y consiste en transportar al SAS/SBS al campo de batalla y sacarlo del mismo, volando en misiones muy por detrás de las líneas enemigas. Para ello cuenta con el RAF Special Forces Flight.
- Como resultado de la experiencia ganada en las Malvinas, se formó el 7.° Escuadrón, aportando sus helicópteros al RAF Special Forces Flight, que cuenta con entrenamiento especial y ha dado soporte al SAS/SBS con sus helicópteros Chinook HC2 en el golfo Pérsico, Kosovo, Sierra Leona, Libia, Balcanes, Irak y Afganistán. El 7.° Escuadrón también cuenta con dos helicópteros Gazelle HT3, usados para entrenamiento en vuelo con gafas de visión nocturna y exploración avanzada en misiones reales de combate de los Chinook.[29]
- La RAF dispone asimismo desde hace años del 47.° Escuadrón, aportando sus aviones al RAF Special Forces Flight. Este escuadrón está equipado para misiones de transporte y suministro de las UK Special Forces. Inicialmente contaba con seis C-130 Hércules C.1 (C-130K), actualizados tras la guerra de las Malvinas. Tras el 11-S se añadieron seis Hércules C.3 (C-130H-30), actualizados a la versión C.3A (con más y mejores equipos de contramedidas de defensa y equipos de navegación). Actualmente se cree que algunos de ellos han sido sustituidos por C-130J C.5 Hércules. Un C-130 del 47.° Escuadrón de la RAF permanece en estado de reserva en Brize Norton, para el caso de que la unidad pudiera requerir sus servicios. Este escuadrón ha participado varias veces en combate con el SAS/SBS: en 1991 voló en misiones de abastecimiento a las columnas del SAS, muy por detrás de las líneas iraquíes. Igualmente apoyó al SAS en las Malvinas, Guerra del Golfo, Kosovo, Irak, Sierra Leona, Libia y Afganistán.[30]

A causa de la escasez de helicópteros británicos en Afganistán, el SAS/SBS ha empleado en sus operaciones helicópteros Mi-8/Mi-17 afganos, pilotados por pilotos del RAF 7.° Escuadrón Special Forces Flight. Los helicópteros disponían de equipos electrónicos occidentales, aunque en 2009 dejaron de operarse por restricciones presupuestarias. Cuando las circunstancias lo requieren, otros escuadrones de la RAF o Royal Navy dan apoyo al SAS/SBS. En 2009 se prohibió al SAS/SBS operar con helicópteros Puma de la RAF después de que las investigaciones realizadas tras estrellarse en 2007 dos helicópteros en Irak probaran que, por iniciativa del SAS, se incumplían las normas de seguridad en estas operaciones.

## Selección
El SAS está compuesto por voluntarios de todos los cuerpos del ejército británico, siendo el Parachute Regiment (Regimiento de Paracaidistas) el que más soldados aporta al SAS. Para poder optar al SAS, hay que tener una antigüedad de al menos dos años en cualquier rama del ejército. El SAS acepta miembros de la Commonwealth y de la República de Irlanda. Se buscan candidatos con iniciativa, inteligencia, paciencia y que puedan trabajar bajo la presión a que se somete el SAS. Hasta el día de hoy no hay mujeres en esta rama militar ya que no hay noticias de mujer alguna que haya conseguido superar la prueba de selección; por otra parte, los varones solamente pueden presentarse a estas pruebas entre los 18 y los 32 años.

### Proceso
El proceso de selección se configuró según las experiencias obtenidas en el desierto en 1941, cuando se creó, pero con los años se han ido imponiendo las bases establecidas por John Woodhouse en 1952. Las pruebas, tanto físicas como psicológicas, para entrar en el SAS son consideradas las más duras del mundo y solo aprueban uno de cada diez candidatos. Entre otras pruebas, los candidatos deben pasar un mes recorriendo las sierras del País de Gales portando cargas de 25 kg y un mes en la selva. No se considera un fracaso el no lograr superar la selección; de hecho los candidatos pueden hacer otro intento al cabo de unos meses. 

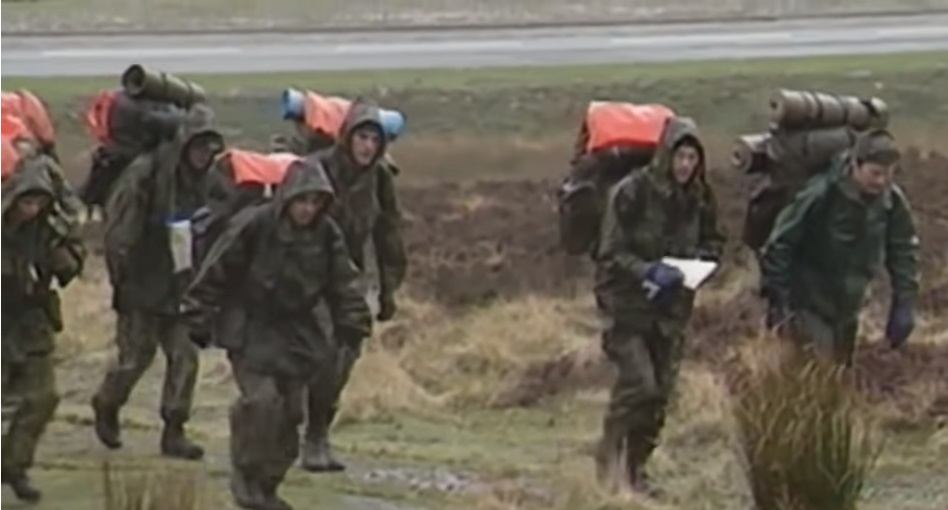
Reclutas del SAS entrenando en el Pen y Fan.

El proceso se compone de las siguientes fases:
- La primera fase (Special Forces Briefing Course o Curso preparatorio de las Fuerzas Especiales) dura una semana, y en ella hay clases físicas, pruebas de decisión, se les somete a ejercicios de estrés, etc.
- La siguiente fase (Fitness and Navigation u Orientación y Capacidad Física) se realiza dos veces al año, una en invierno y otra en verano, y tiene lugar en las montañas de Brecon Beacons y las montañas negras del País de Gales, durante tres semanas. La marcha más notoria, la «Long March» o la «Long Drag»,[6] consiste en recorrer 64 kilómetros (40 millas) en menos de 24 horas con una mochila que pesa 25 kg.[34] En 1979, un miembro veterano del SAS, el comandante Mike Kealy DSO, de 33 años y un héroe de la batalla de Mirbat (1972),[35] murió por hipotermia durante el recorrido.[36]
- La última fase y la más difícil (Standard Battle Fitness Test o Prueba de Aptitud de Batalla Estándar), se desarrolla en la junglas de Brunéi, donde se realiza una carrera en la que se tiene que recorrer 2,5 km en menos de 11 minutos. El entrenamiento dura cuatro semanas, ahí se les enseña el manejo de los explosivos, como defenderlo a crear un campamento y siguen realizando ejercicios de tiro, y para terminar con esta fase, se realizará el Escape and Escape (Escape y Evasión), en donde tendrán que poner en práctica todo lo aprendido y evitar ser capturados. Al superarlo se someterá a un interrogatorio para poner a prueba su capacidad mental.[37]

## Historia
El Special Air Service se creó durante la Segunda Guerra Mundial para realizar misiones de sabotaje en territorio enemigo. Con el tiempo se ha convertido en un referente para cualquier comando de operaciones especiales.

### Segunda Guerra Mundial

#### Norte de África

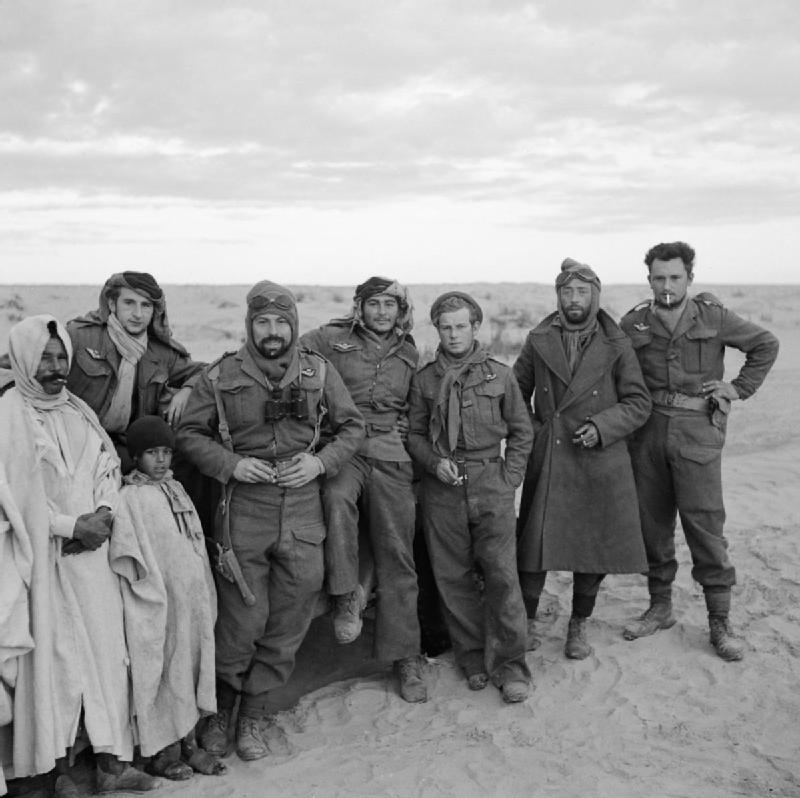
Paracaidistas de la 1ere Compagnie de Chasseurs Parachutistes, el escuadrón francés incorporado al Regimiento del SAS (Túnez, 1943).

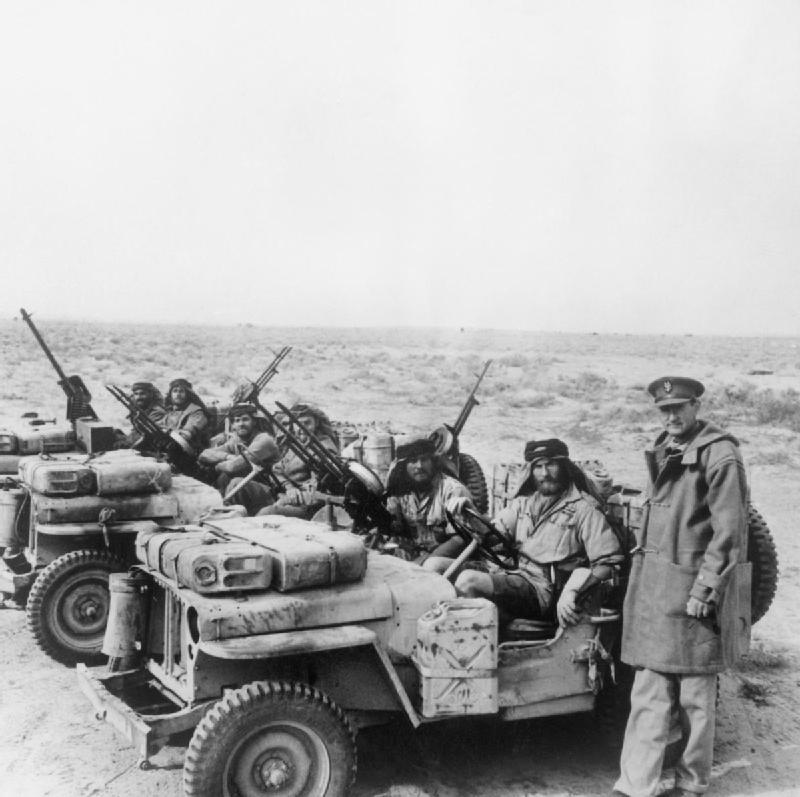
David Stirling con una patrulla del SAS, enero de 1943.

En Oriente Medio, al teniente David Stirling se le ocurrió formar una especie de comando transportado por aire. Lo que Stirling propuso fue la creación de una unidad pequeña de soldados entrenados en la infiltración y que operara en equipos de 4 o 5 soldados de forma independiente. Su finalidad era atacar al enemigo en la retaguardia, saquear los almacenes de abastecimiento, asaltar los aeródromos y otros puntos estratégicos, provocar el máximo daño y confusión y desaparecer en el desierto. La idea principal era que la pequeña fuerza de ataque aterrizará durante la noche, lejos de su objetivo, atacará y escapara por el desierto. Se reunirían con el Long Range Desert Group (LRDG) y volverían a la base. La unidad se llamó "Destacamento L de la Brigada del SAS", con la intención de confundir al enemigo, que sabía que aquel era el nombre de unas tropas de paracaidistas y así se imaginaría que habían destinado esos batallones a Oriente Medio, Entre los más notables miembros estaban: Robert Mayne y Jock Lewes.
Durante el verano de 1941, la unidad de SAS recibió una preparación muy intensa. La primera misión, en noviembre de 1941, no obtuvo el éxito esperado, pues el fuerte viento y las malas condiciones meteorológicas hicieron que los hombres se dispersaran al lanzarse en paracaídas. Se necesitaba una manera más precisa de llegar al objetivo, y la solución evidente eran los camiones de la LRDG, que se encargará de recogerlos, llevarlos al lugar de ataque y devolverlos a la base. A partir de entonces, se sucedieron varias operaciones muy exitosas, y a principios de 1942 el SAS ya era una de las fuerzas más temidas. Tras una serie de ataques exitosos en la primavera de 1942, el SAS consiguió sus propios jeeps a los que instalaron en su parte frontal dos ametralladoras Vickers K, que les aportaba una potencia de fuego considerable.
En septiembre de 1942 fue creado el 1.er Regimiento SAS, comandado por el ahora teniente coronel David Stirling. Al nuevo regimiento, compuesto por tres escuadrones de tropas británicas, también fueron incorporados un destacamento de las Fuerzas Francesas Libres al mando de George Bergé y el escuadrón griego, Ieros Lochos, a las órdenes de Christodoulas Tsigantes.

#### Europa
Al finalizar la campaña en el Desierto Occidental, el SAS fue destinado a Italia. Al mismo tiempo, fueron creándose otros regimientos. En mayo de 1943 se crea el 2.º Regimiento SAS (2 SAS), bajo las órdenes del hermano de David Stirling, el teniente coronel William Stirling, en torno a un destacamento del desbandado Comando 62 de las fuerzas especiales. El SAS también ayudó a las fuerzas de partisanos en la Europa del Este, por ejemplo, en Albania.
Paddy Mayne tuvo el mando del 1.er Regimiento SAS, la unidad más veterana, convirtiéndose en el Special Raiding Squadron (SRS). En 1943, durante la Operación Husky, operaron en Sicilia. En los meses siguientes se dedicaron a realizar misiones en el Mediterráneo y en el interior de Italia. Ese mismo año recibieron un duro golpe al perder a 43 hombres tras encontrarse con la 1.ª División Paracaidista alemana. El 2.º Regimiento SAS, bajo el mando del teniente coronel William Stirling, hizo incursiones en Cerdeña, Sicilia y en el interior de Italia. Stirling se quejó a sus superiores de que no estaban siendo utilizados para lo que habían sido creados, y acabaron juntándose de nuevo con el Special Raiding Squadron (SRS).
En 1943 el SRS recuperó el nombre de 1º SAS, y se unieron con el 2º SAS de vuelta al Reino Unido. En marzo de 1944 todos los componentes del SAS, unos dos mil hombres, se encontraban basados en Ayrshire y cambiaron sus boinas beige por unas nuevas granate. A enero de 1944, el SAS se había convertido en una brigada (S.A.S. Brigade) basada en Inglaterra y compuesta por unos 2000 soldados:
- 1º y 2º regimiento S.A.S. (Británicos).[46]
- 3º y 4º regimiento S.A.S. (Francéses, 900 hombres en total)..[47][48]
- 5º regimiento S.A.S. (tropas Belgas, en verdad compuesto de 1 sola compañía ).[49]

El Escuadrón griego fue transferido al Special Boot Service durante esta reorganización. El 5º regimiento SAS solo constaba de una compañía.
A lo largo de la guerra en la Europa Occidental, las unidades SAS operaron abiertamente. Los jeeps, usados tan exitosamente en el desierto, fueron recibiendo progresivas adaptaciones para el frente europeo. Entre el Día D y octubre de 1944 se organizaron cerca de 36 operaciones tras las líneas enemigas en Francia. Su objetivo principal era retrasar la llegada de las unidades alemanas al frente de Normandía, atacando las vías de comunicación, realizando emboscadas u ordenando ataques aéreos, con la intención de conseguir el máximo resultado con el mínimo número de hombres. Los resultados fueron diversos, desde el éxito hasta casi el fracaso absoluto.

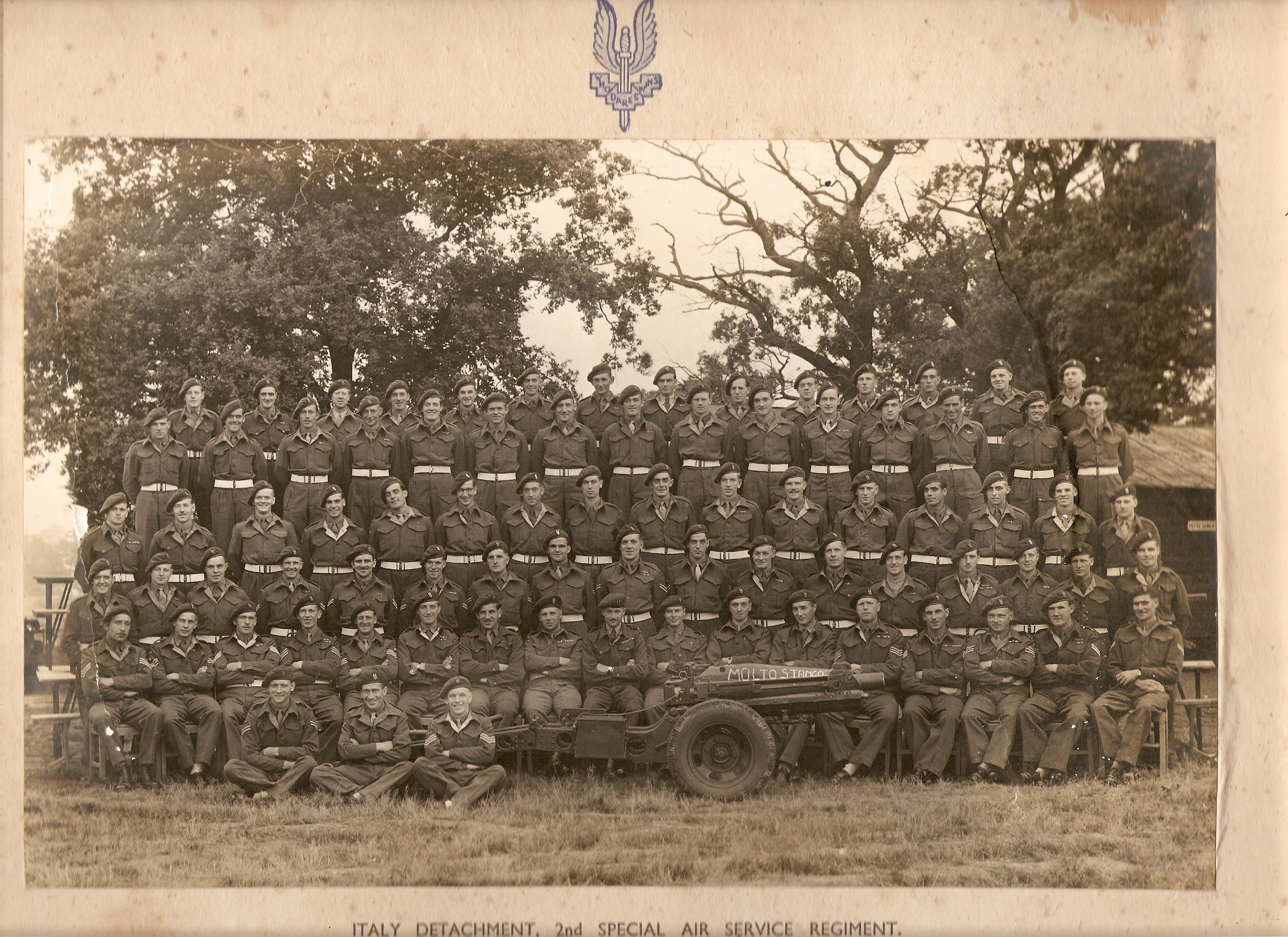
Italy Detachment, 2nd Special Air Service Regiment. Fotografia tomada en 1945

El 2.º Regimiento de Cazadores Paracaidistas francés (450 hombres) fue lanzado entre el día D y los días siguientes en Bretaña, fomentando la rebelión contra las fuerzas alemanas, cortando las líneas de comunicación del enemigo y retrasando la llegada de refuerzos. En las semanas siguientes, el 1.º y 2.º regimiento SAS británico, el 1.º francés y la compañía belga son lanzados en las cercanías de París, las Ardenas y los Vosgos, apoyando la acción de la resistencia francesa, acosando el repliegue de los alemanes, informando a la aviación sobre objetivos enemigos y rescatando a pilotos derribados. El 2.º Regimiento SAS británico atravesó Francia en agosto de 1944, desde Rennes hasta Epinal a bordo de 20 jeeps, desarrollando la llamada Operación Wallace, en la que sembraron la confusión entre las líneas enemigas. Un mes más tarde, 90 hombres del SAS lograron retener durante tres semanas a toda una división SS en la región de los Vosgos. Las perdidas del SAS fueron altas. El 4º SAS perdió 23 oficiales y 195 soldados del total de 50 oficiales y 500 soldados con que contaba antes del Dia D.

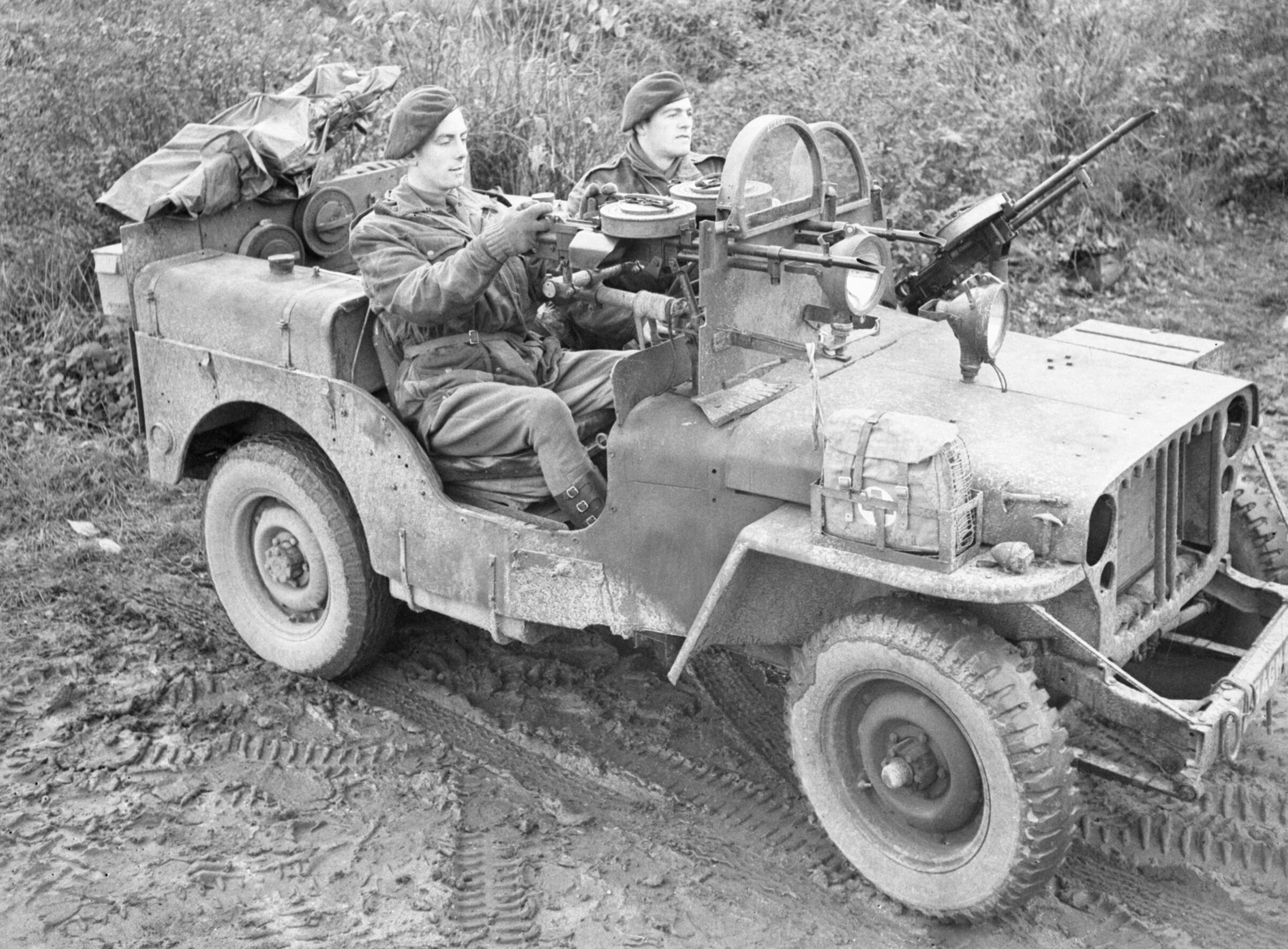
Jeep del 1st SAS fotografiado durante la operación Keystone en Geilenkirchen (Alemania).

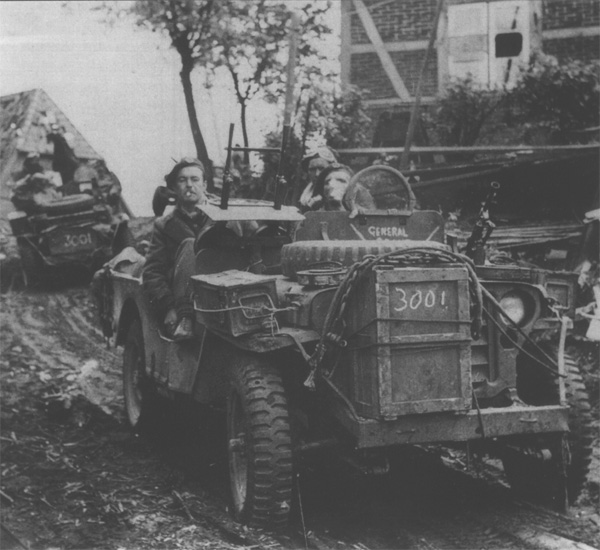
Un Jeep del SAS fotografiado en Francia durante la operación Wallace-Hardy.

A finales del año 1944, miembros del 2º SAS fueron lanzados en paracaídas en el interior de Italia para llevar a cabo la Operación Tómbola, con el objetivo de luchar contra las fuerzas del Eje junto con guerrilleros italianos. Se mantuvieron ahí hasta que Italia fue liberada.
En abril de 1945 el Servicio Aéreo Especial ayudó a las tropas canadienses a liberar el norte de Holanda. Como parte de la Operación Amherst el 3º y 4º SAS se lanzaron sobre Holanda el 7 de abril. Los cerca de 70 soldados franceses se dividieron en equipos que se extendieron por la zona ocupada por los alemanes y tomaron puentes clave para el avance canadiense. También atacaron a los alemanes en operaciones de comando. En Alemania para apoyar el cruce del Rin y el Wessel se lanzó la Operación Archway y la Operación Keystone, en la que participaron un escuadrón reforzado del 1º SAS y otro del 2º. Unos 300 soldados y 75 jeeps cruzaron el Rin el 25 de marzo y realizaron misiones de reconocimiento por el Norte de Alemania. Los jeeps del 1º SAS transportaron a los primeros soldados aliados que liberaron el campo de concentración de Bergen-Belsen. Los jeeps del 2º SAS fueron de los primeros en llegar al Elba.
El SAS esperaba ser enviado a Asia con el final de la guerra en Europa. En lugar de ello en mayo de 1945 el 1º SAS y el 2º SAS fueron trasladados a Noruega para supervisar la rendición de los alemanes. Al mismo tiempo el 5º SAS fue destinada a Dinamarca y Alemania para realizar trabajos de contrainteligencia. Un pequeño número de españoles sirvió en el Servicio Aéreo Especial, provenían de los alistados en la legión Extranjera. Uno, Rafael Ramos, incluso fue condecorado con la Military Medal. Entre ellos estaban Francisco Jerónimo (bajo el nombre de Frank Williams) y Justo Balerdi (bajo el nombre de Robert Bruce, cayó en combate en la Operación Tómbola en 1945). Parece que les ofrecieron la nacionalidad británica al licenciarlos.

### Refundación
En 1946, el Tactical Investigation Committee de la War Office, observando la posibilidad de utilizar fuerzas de operaciones especiales para una futura guerra en Europa decidió, contra la opinión de muchos veteranos del Ejército Regular, crear una unidad militar en el Territorial Army que realizará estas tareas. Al principio no sabían si mantener el nombre que llevaban desde sus inicios o si sería conveniente cambiarlo, pero finalmente se estableció el nombre de 21 SAS Regiment. El caso es que, como el SAS había sido disuelto al acabar la guerra, tuvieron que pedir la ayuda de los veteranos, que vendrían como voluntarios, y conseguir hombres de otro lado.
Aquí es cuando entra en escena un grupo de antiguos voluntarios de guerra, que no habían formado parte del SAS, sino de un cuerpo de voluntarios llamado The Artists' Rifles. La mayoría de su personal fue a integrarse en las filas del Regimiento 21 del SAS, junto con veteranos del antiguo SAS, que aportaron conocimiento y tradiciones a los recién incorporados.
El teniente coronel Brian Franks, que había sido oficial del SAS durante la Segunda Guerra Mundial, pasó a ser el primer Comandante Oficial del Regimiento 21 SAS desde su creación el 1 de enero de 1947. Se establecieron en la antigua base de The Artists' Rifles en Duke's Road, Euston.
En 1948 empezó a complicarse la situación en Malasia, y aquí empezaría la historia verdadera del SAS.

### Malasia
El general MacArthur solicitó a Gran Bretaña que cooperase en la guerra de Corea enviando al SAS. Así pues, elementos del Regimiento de reserva 21 SAS, al mando del sargento Anthony Greville-Bell, se alistaron para su envío a Asia. Sin embargo, nunca llegaron a Corea, ya que en esas fechas se había tomado la capital norcoreana. El grupo de SAS fue desviado a Malasia, para ayudar a los Malayan Scouts en su lucha.
Diez batallones de la guerrilla comunista se habían escondido en la jungla de Malasia en una lucha de guerrillas. Mike Calvert, antiguo comandante del SAS, estaba en el mando del ejército británico en la zona, siendo posiblemente el mejor experto en guerrillas que tenía entonces el ejército británico. En 1951 obtuvo el permiso necesario para crear una unidad especial anti guerrilla, los Malayan Scouts. Nada más empezar, llevó consigo a 100 voluntarios a una base que le fue asignada en Johore. Entre los voluntarios había miembros del Ferret Force, SOE, veteranos de los Chindits y de los antiguos SAS, e incluso algunos legionarios franceses que habían desertado. Se entrenaron en la vida y el combate en la jungla. En 1951, el propio Calvert tuvo que regresar al Reino Unido a causa de serias enfermedades, siendo sustituido por el teniente coronel John Sloane.
En la primavera de 1952, uno de los oficiales originales del propio Calvert, John Woodhouse, fue llamado desde el Reino Unido para un proyecto sobre reclutamiento y entrenamiento de las SAS, esta vez como parte del ejército activo. Al mismo tiempo, los Malayan Scouts se convertían en el Regimiento 22 SAS (22nd SAS Regiment o 22 SAS), el SAS volvía a ser una unidad del ejército regular británico.

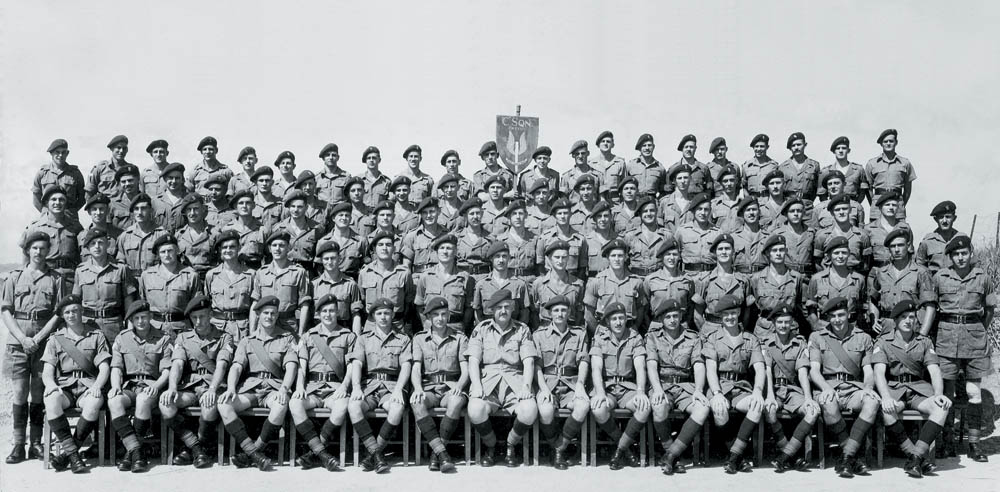
Escuadrón C del 22 SAS en 1953, formado por voluntarios de Rhodesia.

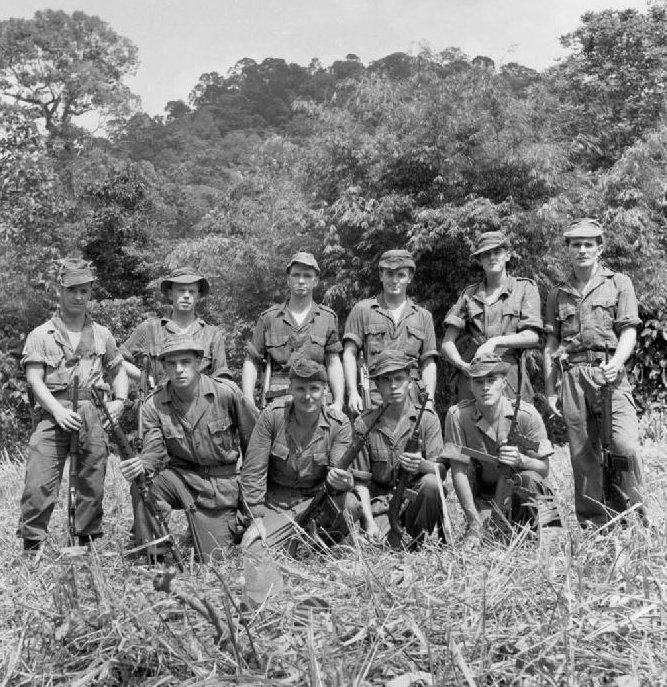
Grupo de soldados del 22 SAS en Malasia, año 1957.

El 22 SAS heredó de los Malayan Scouts cuatro escuadrones y su base. En 1952, año de su creación, John Woodhouse aprovechó su estancia en el Reino Unido para entrenar a soldados del Ejército regular e incorporarlos al 22 SAS en la lucha en Malasia. La experiencia vivida en la lucha y supervivencia en la jungla de Malasia sirve actualmente para configurar una de las pruebas más difíciles de entrada a los SAS. El entrenamiento no se hace en Malasia, sino en el vecino Borneo, para ofrecer a los soldados un escenario lo más real y peligroso posible. En 1955 el mismo Woodhouse llegó a Malasia con un nuevo grupo de refuerzos para el 22 SAS, The Parachute Squadron. Estos refuerzos eran mandados por el comandante Dudley Coventry.
A finales de 1955 se incluyó también a un escuadrón independiente de Nueva Zelanda (el origen del SAS neozelandés). La decisión de formar su propia unidad SAS la tomó el gobierno neozelandés, que de los 800 voluntarios civiles que se presentaron a las pruebas de selección, seleccionó a solo 138. A principios de 1956, el 22 SAS seguía creciendo gracias a sus éxitos, contaba ya con unos 560 hombres. En esos días la base británica del 22 SAS tuvo el honor de ser visitada por el primer ministro, en reconocimiento por la labor en la campaña anti guerrilla de Malasia.
El año 1957 vio la reorganización del Ejército Británico. Se suspendió el servicio militar obligatorio y hubo un gran cambio en armas, tecnología y nuevo equipamiento. Como parte de esa reorganización, el 22 SAS fue reducido a solo dos escuadrones (había llegado a tener 10 escuadrones en Malasia). Al mismo tiempo la boina beige del primer regimiento del SAS de la Segunda Guerra Mundial fue reincorporada al uniforme oficial del nuevo SAS. En noviembre, el SAS de Nueva Zelanda salió de Malasia. A finales de 1957 habían concluido las campañas antiterroristas en Malasia, pero algunos elementos del SAS continuaron allí para acabar con los últimos restos de la guerrilla comunista.

### Omán
El sultanato de Omán se encontraba inmerso en una rebelión en 1958. El poder del sultanato estaba siendo muy cuestionado desde hacía unos años y en 1958 ya llevaba cuatro años en guerra. Muchos nobles y seguidores se rebelaron contra el sultán y su régimen, apoyados por EE. UU. y la monarquía de Arabia Saudí debido a intereses petrolíferos. Los rebeldes se instalaron en las montañas de Jebel Akhdar, un enclave inexpugnable.
El sultán pidió ayuda en 1957 a Gran Bretaña cuando la situación ya era crítica. Se envió a los Trucial Oman Scouts, una milicia de árabes con mandos británicos, junto con una sección del 15/19 Regimiento de Húsares equipada con cuatro blindados Ferret y un batallón de los Scottish Rifles. Este despliegue contaba con el apoyo de los aviones de la RAF de las bases cercanas. Se reorganizaron las tropas del sultán, bajo el mando de coronel británico Smiley, creándose el Oman Regiment al mando de oficiales de los Royal Marines. Con estas fuerzas y algunas tribus leales se lanzó una ofensiva a principios de agosto y los rebeldes se refugiaron en la meseta del Jebel Akhdar, retirándose como consecuencia del ataque británico. Solo quedaron en Omán los Trucial Oman Scouts y una sección de Húsares, relevada a su vez por un escuadrón de Lifeguards.
Las fuerzas rebeldes seguían intactas en su santuario del Jebel Akhdar, desde donde lanzaron una campaña de guerra de guerrillas y amenazaron las comunicaciones del interior con la capital, puesto que la principal carretera pasa a los pies de la meseta del Jebel Akhdar. Los rebeldes estaban bien pertrechados gracias a los suministros enviados por Arabia Saudí, como minas, morteros, ametralladoras pesadas, cañones antiaéreos y munición. El tendido de minas en las carreteras por los rebeldes se hace especialmente insidioso: entre marzo y noviembre de 1958 resultan destruidos 150 vehículos, incluidos 18 blindados Ferret. En noviembre de 1958, la intensificación de las patrullas logra el bloqueo de los suministros rebeldes, lo que se combina con ataques aéreos indiscriminados de Venom y Shackletons de la RAF contra las aldeas que apoyaban a los rebeldes.
El jefe del SAS, el teniente coronel Deane-Drummond, ofrece su unidad de voluntarios para acabar con los rebeldes. La emergencia malaya tocaba a su fin y con él, probablemente, se disolvería el SAS al no ser ya necesario. El argumento decisivo para elegir el empleo del SAS fue el de la discreción de cara a la opinión pública. En noviembre de 1958 se envió al escuadrón D del 22 SAS proveniente de Malasia. Además del reto físico que suponía el clima y la topografía, tan distintos a los de la jungla de Malasia en que habían operado, la oscuridad de la jungla impuso un ciclo de trabajo en el que la noche se dedicaba a descansar; la ausencia de vegetación y las temperaturas diurnas en el Jebel imponían el movimiento nocturno. Los encuentros en la jungla eran a muy corta distancia y lo importante era el tiro instintivo y las armas automáticas de corto alcance, pero en Omán las distancias de tiro eran mucho mayores y el horizonte visible mucho mayor, por lo que se necesitaban otro tipo de armas. Rápidamente los SAS se hicieron con ametralladoras de.30 de los Ferret y con morteros de 3 pulgadas. Además contaban con el apoyo aéreo cercano de los Venom de la RAF.
Al mes siguiente se le añadió el segundo escuadrón del SAS, que se encargó junto al primero de montar una nueva base militar en la zona. El SAS acabó en solo tres meses con un conflicto estancado durante cuatro años. Además esto se hizo con una discreción total, sin excesivas bajas que llamaran la atención y sin grandes despliegues. Esto justificaría que el SAS no se disolviera, tal y como estaba planeado en las reformas decretadas en 1957.

### Consolidación del SAS
El SAS había probado su valor y el ejército y los políticos decidieron conservarlo como instrumento de política exterior en conflictos de baja intensidad. Tras el conflicto en Omán, el Regimiento 22 SAS fue enviado en 1960 al Reino Unido para instalarse en Worcestershire. Sin embargo, acabaron teniendo su base en Bradbury Lines (Hereford).

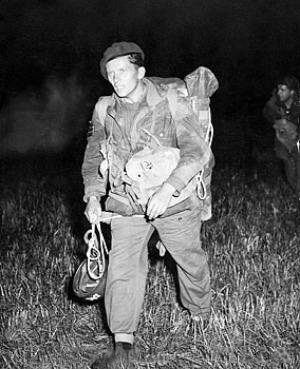
Paracaidista del 21 SAS durante un ejercicio nocturno, 1957.

Ese mismo año 1957 se creó la 1.ª Compañía SAS en Australia sobre la base de las lecciones aportadas por el SAS (en este momento existía en los ejércitos de Gran Bretaña, Nueva Zelanda y Rhodesia). Este pasó tres años más tarde a convertirse en el Royal Australian Regiment (SASR). En 1959, se creó el 23rd Special Air Service Regiment o 23 SAS, reforzando al 21 SAS en el Ejército Territorial (reservistas). El 23 SAS se formó mayoritariamente con tropas del Reserve Reconnaissance Unit (RRU), especializado en realizar y enseñar métodos de evasión y escape. En Nueva Zelanda aumentaron el número de efectivos de su SAS, y empezaron una estrecha colaboración con las SAS de Australia, llegando incluso a operar juntos en combate.
Durante una vista a EE. UU. en 1962, el general británico Charles Richardson, director general de entrenamiento, asistió en Fort Bragg al entrenamiento conjunto del SAS con Fuerzas Especiales americanas, que comprendía el intercambio de experiencias en técnicas médicas, empleo de armas en la jungla y armas desarrolladas por el SAS, como la bomba Lewes. También observó que algunos componentes estaban estudiando idiomas desconocidos. Tras esto y los informes positivos que recibió del ejército de EE. UU., el Ejército Británico empezó a valorarles y cuidar de ellos más. Así, en estos años, el 22 SAS se modernizó, precisamente cuando comenzaba una nueva época en que iba a tener a sus escuadrones desplegados simultáneamente en varios conflictos.

### Borneo
En diciembre de 1962 las guerrillas comunistas, formadas en el Ejército Nacional de Kalimantan del Norte (North Kalimantan National Army) empezó su revuelta contra el sultán de Brunéi, apoyadas por el dictador indonesio Sukarno. Por ello días después el teniente coronel John Woodhouse, 22 SAS, y un ayudante para cuestiones de comunicación por radio y Morse radio llegaron a Borneo. Tres días después el escuadrón A del 22 SAS se desplegaba en Borneo.
Los pocos hombres del escuadrón y algunos del SBS se desplegaron en los 1500 km de frontera entre Indonesia, Malasia y Brunéi (Kalimantan y Sarawak y Sabah). Ayudados por tribus locales, las patrullas de cuatro hombres del SAS vigilaban la jungla buscando indicios de actividad de tropas de Indonesia. Esto permitía a los británicos transportar tropas por helicóptero que se adelantaran a los movimientos indonesios. Para ganarse la confianza de las tribus, cada equipo tenía un sanitario que proporcionaba ayuda médica a los poblados y así ganaba su confianza.
En mayo de 1963, el escuadrón D relevó al A. Dado el aumento creciente en la intensidad del conflicto se formó un nuevo escuadrón del SAS, el B, que en enero de 1964 se desplegó en la zona. Tras el ataque del ejército de Indonesia en Kalambaka, los escuadrones B y D ya estaban suficientemente bien establecidos, por lo que se decidió realizar incursiones en el lado indonesio de la frontera, para intimidar al enemigo forzando pequeñas batallas. Patrullas del SAS guiadas por locales cruzaron la frontera armados con armas del Ejército regular británico, para ser más difícilmente identificados como miembros del SAS. Estas patrullas en la selva duraban tres semanas, todos los pertrechos y municiones fueron reducidos al mínimo para facilitar la movilidad y rapidez de movimientos.

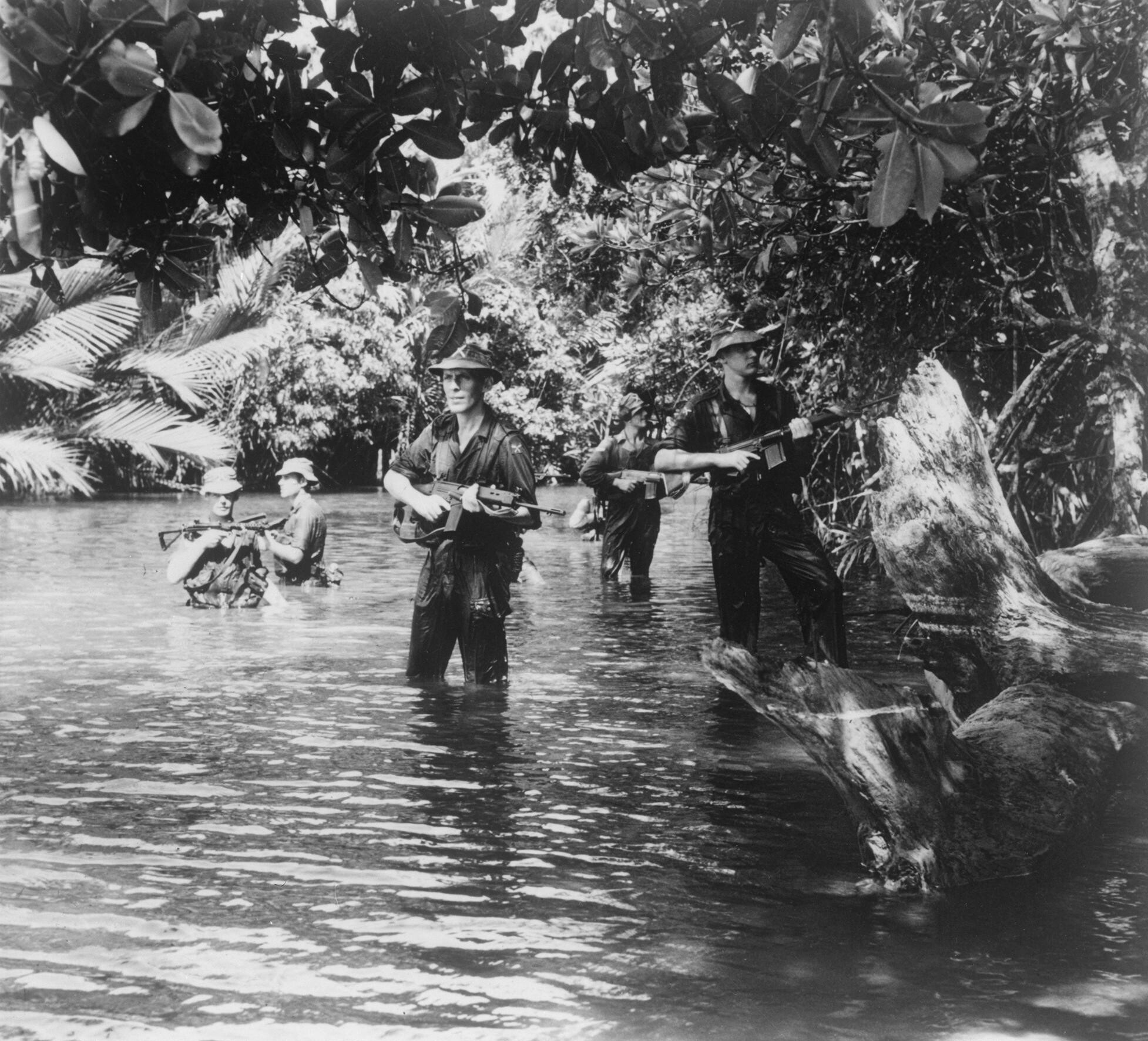
Soldados británicos patrullando la jungla de Brunei.

En junio de 1964, el Ejército regular británico se unió a las operaciones al otro lado de la frontera, guiados por el SAS que así sumó esta responsabilidad a la de patrulla. Eran las denominadas operaciones Claret, mantenidas en el más estricto secreto. Algunos elementos del SAS fueron heridos y otros murieron en las operaciones de Borneo. Un miembro del SAS se cree que fue capturado por los indonesios y torturado hasta la muerte.
En abril de 1965, el ejército de Indonesia atacó a una compañía paracaidista británica en Plaman Mapu. El ataque fue rechazado, y además el Estado Mayor decidió autorizar que las tropas británicas operaran abiertamente en Indonesia. Tropas gurkha y del ejército regular británico penetraron en Kalimantan los meses siguientes, matando a unos 100 soldados indonesios y perdiendo a cuatro soldados propios. Indonesia lanzó un último ataque en marzo de 1966, que fracasó. Al poco tiempo se comenzó a negociar la paz, firmándose un acuerdo el 11 de agosto de 1966.

### Adén
En 1962, un golpe de Estado expulsa a Imam al-Badr del gobierno en Yemen del Norte y el ejército instaura un régimen nacionalista árabe. El gobierno británico había acordado en 1964 otorgar la independencia a la entonces colonia británica de Adén. Yemen del Norte y Egipto, con ayuda de la URSS, promovieron la rebelión en Adén apoyando a la guerrilla tribal que operaba en la zona desértica y montañosa del Radfan.
La situación se degradó rápidamente y el escuadrón A del 22 SAS se desplazó desde Borneo a Adén, por iniciativa personal de su comandante, con la excusa de entrenarse en las montañas Radfan. La primera operación del SAS no fue éxito, ya que una patrulla del SAS fue descubierta y dos de sus miembros murieron, siendo sus cadáveres decapitados por los rebeldes. El escuadrón A volvió a Borneo y le sucedieron sucesivamente en la lucha el resto de los escuadrones del SAS durante su periodo anual de entrenamiento, también con la excusa de entrenarse en el desierto. En lugar de una campaña para ganarse el apoyo de la población local, el SAS siguió en las montañas del Rafdan la táctica de infiltrar sus equipos (frecuentemente mediante saltos nocturnos en paracaídas) en la zona enemiga para dirigir ataques aéreos y de artillería contra las líneas de comunicación de los rebeldes. Los SAS se ocultaban en las montañas y establecían puestos de observación sobre los pasos montañosos por los que debían pasar las columnas rebeldes.

Operador del SAS fotografiado durante la campaña de Adén.

En el sur de Adén, el SAS se encontró con un tipo de lucha que le era nueva hasta entonces, la guerrilla urbana. Para combatirla, el SAS adaptó su táctica habitual al entorno urbano, denominándola "Keeni-Meeni" (palabra swahili para describir cómo se mueve una serpiente). Peter de la Billiere, comandante entonces del escuadrón A, seleccionó a 20 soldados del escuadrón D y los entrenó en combate cercano, empleando pistolas. Estos pequeños grupos se movían por la ciudad vestidos como locales, buscando objetivos a los que eliminar, y ocasionalmente haciendo prisioneros. Otra táctica normal del SAS era apostar un hombre de uniforme que atrajera a la guerrilla, para ser emboscados por otros miembros del SAS camuflados con ropas árabes. Asimismo, miembros del SAS vestidos como árabes se situaban cerca de las zonas normales de ataque de las guerrillas o en las previsibles rutas de escape, esperando objetivos a los que emboscar. Los miembros del SAS que provenían de Fiyi eran los preferidos para estas misiones, debido al color de su piel. Con el tiempo el SAS entrenó a otras unidades para realizar estas misiones, dejándolas en sus manos.
En 1967, el Reino Unido se retiró finalmente de Adén. Seis miembros del SAS murieron en Adén, de un total de 57 soldados británicos.
En Yemen del Norte, el Reino Unido, Arabia Saudí y Jordania apoyaron a los realistas en una guerra encubierta hasta 1970. En esta guerra exmiembros del SAS apoyaron la guerrilla realista como "asesores" (en 1964 eran al menos unos 48 antiguos miembros del SAS, a los que se sumaban mercenarios franceses y de otras nacionalidades). El ejército británico permitió a algunos miembros del SAS una excedencia temporal del servicio activo para unirse a estos mercenarios. El ejército británico suministró armas, municiones y pertrechos a la guerrilla y las tribus que la apoyaban. Tras la retirada egipcia de Yemen en 1967, el apoyo a la guerrilla empezó a ser menor, hasta que terminó la guerra en el Norte en 1970.

### Omán (Dhofar)
En noviembre de 1967, los británicos se retiraron de Adén, y se creó la República Popular del Yemen del Sur, con un gobierno de corte marxista. El nuevo gobierno de Yemen del Sur apoyaba a los guerrilleros dhofaríes, que ahora tenían una ruta para el suministro de armas y suministros y una base segura al otro lado de la frontera. La URSS y China apoyaron a los rebeldes, ahora transformados en Frente Popular para la Liberación del Golfo Pérsico Ocupado, PFLOAG.

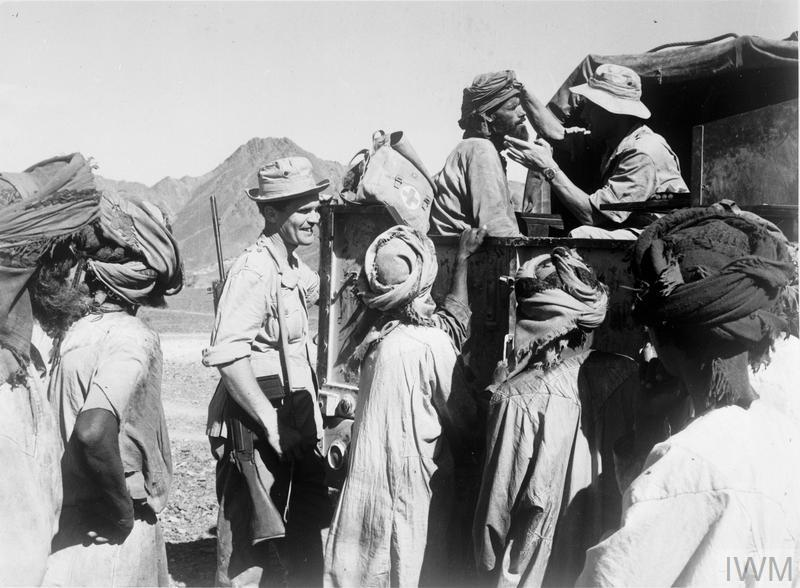
Soldados del Escuadrón A del SAS en Omán. La fotografía fue tomada en 1970 durante una de las visitas a los poblados para ganarse el favor local.

En 1970, el nuevo sultán reclamó la ayuda de sus aliados británicos para luchar contra la guerrilla. El Ejército Británico envió tropas de los Royal Marines y un escuadrón del SAS, designadas oficialmente como equipo de entrenamiento británico para las fuerzas Armadas del Sultán de Omán, para disimular ante la opinión pública la presencia de unidades de combate. La larga experiencia del SAS en operaciones contra insurrección hizo que los británicos aconsejaran al sultán que, junto con las medidas militares, anunciara una serie de proyectos de desarrollo e inversiones en Dhofar y al mismo tiempo se proclamaba una amnistía para todo aquel que cambiara de bando. Estas medidas obtuvieron un éxito inmediato y se inició un lento goteo de desertores que se adherían al gobierno.
Gradualmente, las fuerzas del gobierno ganaron la costa de Dhofar y liberaron la región del control de los guerrilleros. Poco a poco el SAS fue ganando terreno, poniendo especial énfasis en ganarse la población local (por ejemplo, el SAS mostraba respeto al Islam, al contrario que la guerrilla que prohibía cualquier práctica religiosa). Al principio la táctica fue establecer un puesto en un pueblo, donde se ganaba el apoyo local y desde donde se organizaban patrullas y emboscadas a la guerrilla. Se elegía una casa del pueblo y se fortificaba, siendo la base local del BATT, que proporcionaba organización y suministros al Firqat local.
En octubre de 1971, se lanzó la Operación Jaguar, participando el escuadrón G del SAS con tropas locales y del Firqat, para hacerse con el control de la zona montañosa fronteriza y establecer bases permanentes. Asimismo se trajo del Reino Unido el Escuadrón B, como fuerza de reserva. Tras una dura batalla de cuatro días con la guerrilla, los SAS lograron forzar la retirada de este y establecerse en la zona. Se crearon puestos fortificados para cortar el suministro a la guerrilla desde Yemen. El SAS tuvo muchas bajas durante esta fase, pero también la guerrilla, que para 1972 había perdido gran parte de la zona montañosa.

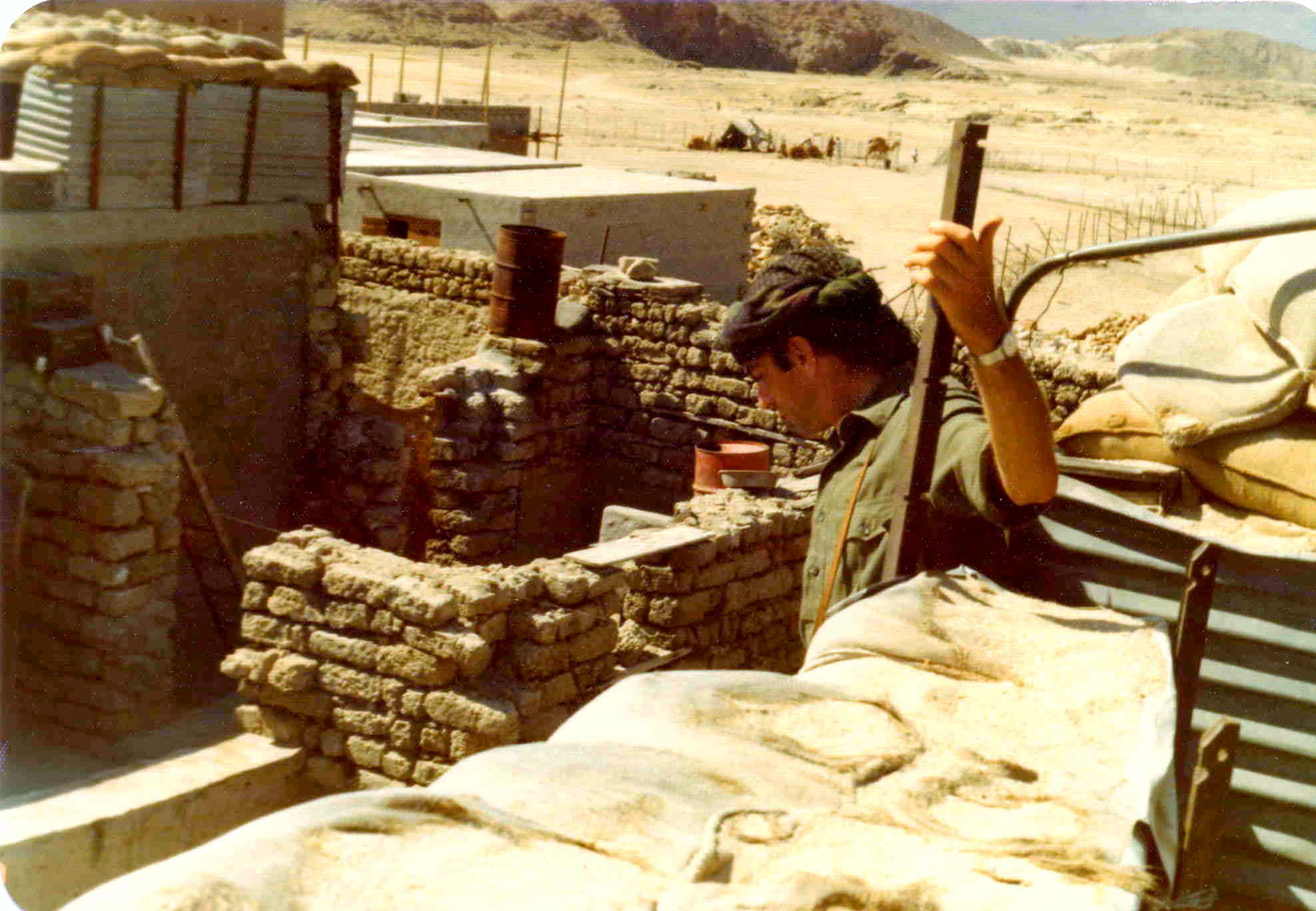
Fotografía del puesto del BATT en Mirbat.

En julio de 1972, los rebeldes lanzaron un ataque contra la posición de Mirbat. Las guerrillas tenían necesidad de un éxito militar y propagandístico importante para invertir la tendencia de deserciones en sus filas y recuperar el apoyo de las tribus de las montañas. Planearon atacar al amparo del monzón, lo que dejaría inmovilizadas a las fuerzas del sultán por el mal tiempo. El ataque lo llevarían a cabo entre 250 y 400 guerrilleros bien armados con fusiles de asalto Kalashnikov, ametralladoras pesadas y cañones sin retroceso contra los nueve hombres del B Squadron (Escuadrón B) del SAS al mando del capitán Mike Kealy. Al principio, las posiciones defensivas fueron ayudadas por dos aviones de ataque de las fuerzas aéreas de Omán, pilotados por británicos, pero tras media hora tuvieron que abandonar el lugar y el Escuadrón B pudo aguantar hasta que la llegada del Escuadrón G como reemplazo en helicópteros hizo huir a los rebeldes.
Asimismo se establecieron entre 1973 y 1975 las "Dianas", puestos fortificados de observación que impidieron a la guerrilla recurrir a artillería de largo alcance para atacar la base de la RAF en Salaha. Estaban dirigidos por miembros del SAS.

### Irlanda del Norte

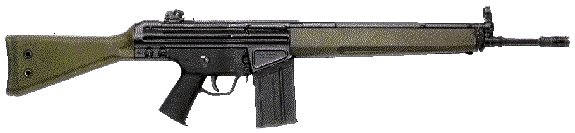
Fusil G3A3, empleado por el SAS en Irlanda del Norte.

El SAS empezó a actuar en apoyo de la Unidad de Apoyo Móvil del Cuartel General, la Rama Especial o unidades secretas del ejército. En 1969 el Escuadrón D del 22 SAS actuó durante un mes en el condado de Down, intentando detener a los terroristas protestantes. Hasta 1972 no se volvió a desplegar ningún miembro del SAS.
Se cree que algunos miembros, asignados al Servicio de Información, actuaron a nivel individual hasta 1976 por toda Irlanda del Norte para intentar poner orden en todo el caos reinante durante aquellos años en la lucha contra el IRA. Durante aquellas operaciones, las unidades del SAS establecieron una serie de puestos camuflados de observación, manteniendo a los sospechosos bajo constante vigilancia. Se sabe que miembros del SAS fueron asignados a la 14th Intelligence Company en sus comienzos.
En 1976, un escuadrón del SAS empezó a actuar por toda la Irlanda del Norte, rotando cada seis meses. Durante los años siguientes, el SAS disminuyó su participación a medida que la capacidad de vigilancia de las fuerzas de seguridad mejoraba considerablemente, y comenzó a dedicarse exclusivamente a la acción "ejecutiva", eliminar a los comandos del IRA. El 2 de mayo de 1980, el capitán Herbert Westmacott murió al asaltar una casa donde se escondía un comando del IRA. A finales de la década de 1980, la presencia del SAS había quedado reducida a un destacamento dedicado a asaltos y emboscadas, compuesta por miembros del regimiento especialmente seleccionados.
Los equipos del SAS se vieron implicados en un gran número de emboscadas a las unidades especiales del IRA; entre 1976 y 1987, 40 miembros del IRA murieron en estas emboscadas. En comparación, en el mismo período de tiempo las tropas uniformadas mataron a nueve miembros del IRA. En otra emboscada protagonizada por el SAS, 10 hombres del IRA murieron cuando intentaban volar la comisaría de Loughgall, en mayo de 1987. Y la última emboscada del SAS tuvo lugar en 1992; en ella cinco hombres del IRA resultaron muertos y otros dos capturados cuando estaban a punto de atacar la comisaría de la Real Policía del Ulster en Coalisland, con una ametralladora pesada de 12,70 mm instalada en un camión.
En 1997, un equipo mixto del SAS y la 14th Company detuvo en el condado de South Armagh a un comando de francotiradores del IRA que había acabado con siete soldados y dos policías.[cita requerida]

### Operación Flavius
En 1988, en el marco de una política oficiosa de «disparar a matar» contra miembros del IRA, tres terroristas del Ejército Republicano Irlandés Provisional (PIRA) desarmados murieron en una emboscada del SAS cuando se disponían a cometer un atentado en Gibraltar. Un coche bomba vinculado a los terroristas fue encontrado dos días más tarde en Marbella. En 1995, el Tribunal Europeo de Derechos Humanos declaró que los asesinatos cometidos por el SAS contravenían la Convención Europea de Derechos Humanos.

### Malvinas
El 2 de abril de 1982, la Argentina envió 600 soldados a las islas Malvinas. Tras una breve resistencia, el destacamento local de soldados británicos se rindió. Los intentos de negociación fracasaron y por más de 70 días las fuerzas británicas y argentinas se enfrentaron por la soberanía de las islas en la Guerra del Atlántico Sur.
Los SAS tuvieron un papel relevante durante la guerra en las islas, destruyendo aviones argentinos y recogiendo información sobre el terreno. Hubo 18 bajas reconocidas del SAS (casi todos del 19 Mountain Troop, escuadrón D) en el accidente de un helicóptero Sea King que volaba del HMS Hermes al HMS Intrepid. Asimismo hubo varias bajas en combate, aunque solo una mortal (capitán Hamilton). El escuadrón B, que se encontraba en la isla Ascensión para tomar parte en la Operación Mikado, fue lanzado en paracaídas para cubrir las bajas.
Los Escuadrones B, D y G del Regimiento 22 tomaron parte en las Malvinas en los siguientes roles:
- Escuadrón B: Preparación del asalto a la Base Aérea Militar Malvinas. Al ser cancelado, pasan a reforzar al resto del SAS en las Malvinas.
- Escuadrón G: Reconocimiento en las islas Malvinas, junto al SBS. Apoyo al avance tras los desembarcos.
- Escuadrón D: Toma de las islas Georgias, junto al SBS y Royal Marines. Posteriormente reconocimiento en las islas Malvinas. Apoyo al avance tras los desembarcos.

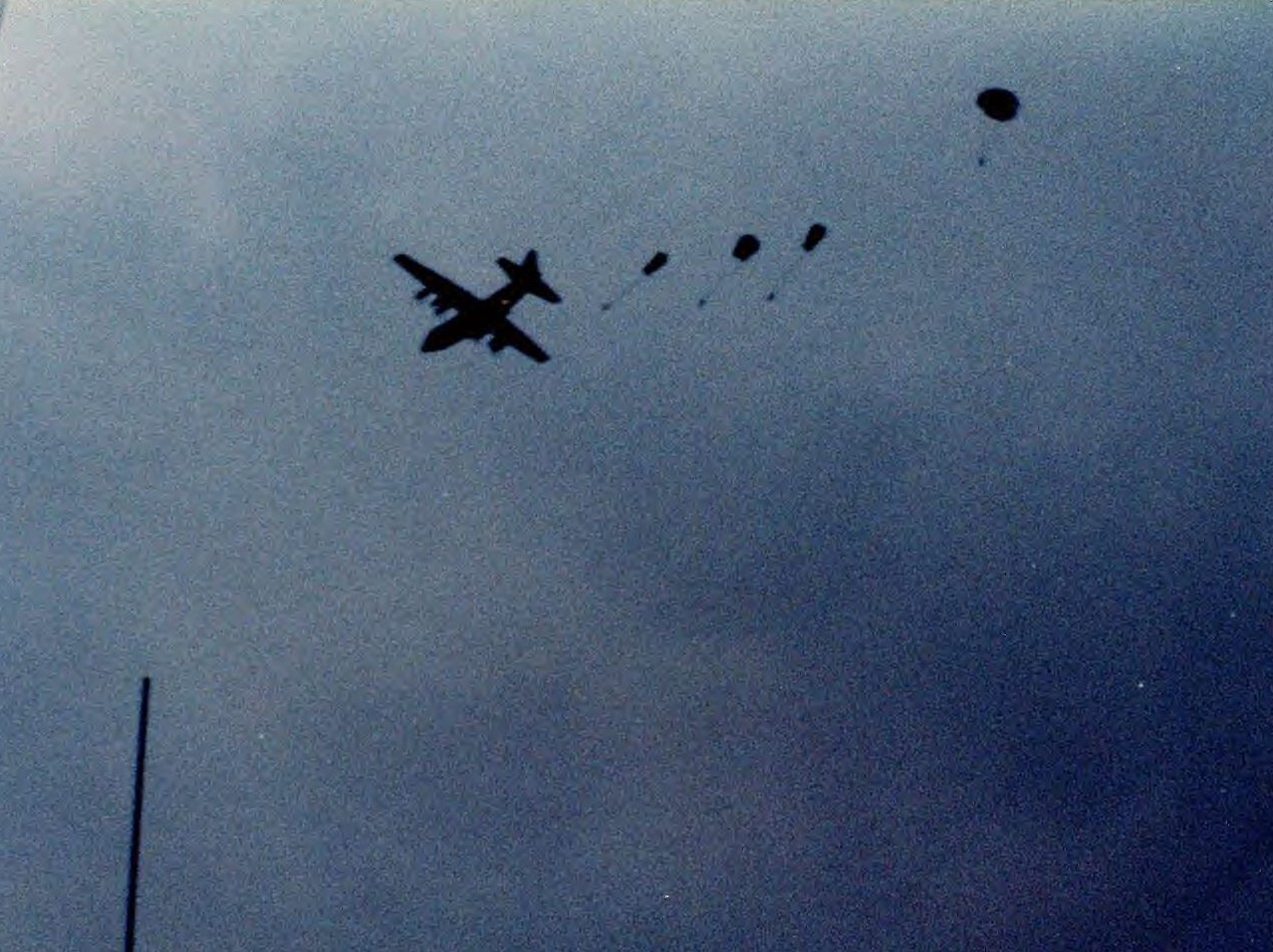
Soldados del escuadrón B del SAS saltan de un C-130 sobre el agua cerca del HMS Cardiff en las Malvinas.

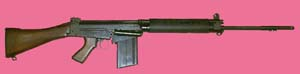
Fusil L1A1, reglamentario durante años en el ejército británico y empleado por el SAS en varias campañas. En las Malvinas, cada patrulla del SAS contaba con un miembro armado con uno, el resto con otras armas.

#### Operación Paraquat: Toma de las Georgias del Sur
El primer paso de la invasión de las Malvinas era hacerse con el control de la isla San Pedro de las Georgias del Sur, para establecerse de manera segura cerca del territorio en disputa y subir la moral de los británicos.
El escuadrón D, junto al SBS y a los Royal Marines fueron los encargados de recuperar las islas Georgias del Sur. Se planeó inicialmente que fuerzas del SAS y del SBS se infiltrarían en la isla Georgia del Sur mediante helicópteros del RFA Tidespring y del destructor HMS Antrim, para lo cual los SAS (en concreto el Mountain Troop del escuadrón D) debían llegar en helicóptero hasta el glaciar Fortuna, el pico más árido de la isla desierta.
Dos helicópteros Wessex HU.Mk.5 de transporte despegaron con los 19 miembros del SAS, guiados por un helicóptero Wessex HAS.Mk.3, cuyo sistema de navegación servirá para que la misión encontrará su rumbo entre las nubes y la nieve. Sin embargo, poco después de haber descendido al glaciar, los miembros de las fuerzas especiales quedaron expuestos a una violenta tormenta de nieve que puso en peligro sus vidas por los que hubo que enviar los helicópteros de vuelta para sacarlos. Durante la misión de rescate, los dos helicópteros Wessex HU.Mk.5 de transporte quedaron atrapados en medio de una tormenta de nieve y perdieron toda visibilidad. Se estrellaron, con lo que 10 miembros de las SAS y los pilotos de los dos helicópteros accidentados quedaron atrapados en el glaciar. Rescatar a los comandos atrapados costó dos helicópteros, hasta que finalmente 16 hombres lograron aterrizar en el HMS Antrim a bordo de un último helicóptero cargado muy por encima de sus especificaciones.
La noche siguiente, el 23 de abril, dos secciones del SBS fueron desembarcadas por helicóptero. Cinco botes Gemini fueron preparados para llevar a hombres del Escuadrón D, pero dos sufrieron fallos de motor y quedaron a la deriva. Los tripulantes de uno fueron recogidos por un helicóptero, mientras que los otros ocupantes del otro bote no quisieron romper el silencio de radio y llegaron finalmente a la costa.
En la mañana del 25 de abril, el mayor Sheridan preparó el desembarco definitivo. Ordenó que el escuadrón D del SAS se preparara para dominar las alturas de Monte Brown y Bore Pass Valley, que en ausencia de patrullas argentinas permitirían acceder rápidamente hacia Grytviken desde dos direcciones. El SAS fue desembarcado en las posiciones previstas, un equipo estableció un puesto de observación, donde el capitán Chris Brown, de la 148.º Batería del 29.º Regimiento de Artillería de los Royal Marines, se encargaría de dirigir el fuego de artillería de los buques. Finalmente, las tropas comenzaron a avanzar, los SAS tomaron las posiciones de combate para establecer puestos de observación y de fuego de apoyo. Los Royal Marines, divididos en dos grupos, uno a cada lado de Grytviken, tomaron las posiciones previas al asalto. La rendición de las islas se produjo en horas de la tarde, luego de que el HMS Antrim abriera fuego con sus armas principales sobre la zona de los edificios; a las 17:05 horas, el mayor Sheridan se percata de que los edificios en Grytviken lucían banderas blancas. Sin embargo, el SAS continuó el avance para evitar cualquier imprevisto, y Sheridan solicitó que un helicóptero Wasp HAS.Mk.1 lo recogiera para trasladarlo a Grytviken y reunirse con los comandantes argentinos para obtener la rendición.

#### Acciones iniciales en Isla Soledad
La noche del 1 de mayo, en cuanto las Malvinas estuvieron dentro del radio de operaciones de los helicópteros, fuerzas de reconocimiento del SBS y del escuadrón G del SAS (el D estaba ocupado en las Georgias) llegaron a las islas para ocultarse y recoger información acerca del despliegue argentino. Los SBS se desplegaron en zonas costeras y el SAS en el interior.
Dado que el terreno no ofrecía escondites, las patrullas de cuatro hombres del SAS se vieron obligadas a buscar huecos, o a cavarlos, donde pudieran ocultarse, añadiendo redes de camuflaje para mejorar la ocultación. La regla era evitar contacto, pero si se veían en peligro podían combatir o pedir apoyo. Una patrulla dirigió varios ataques aéreos sobre bases avanzadas de helicópteros, cambiando para ello de escondite cada noche. Otra patrulla vigilaba desde su escondite en Pradera del Ganso, dirigiendo ataques aéreos contra los depósitos argentinos que pudieron localizar.

#### Raid de Isla Borbón (Pebble Island)
El ataque británico a las instalaciones argentinas en la isla Borbón, situada al norte de las islas, es una de las operaciones más conocidas del SAS de todas las que desarrolló durante la Operación Corporate. Participaron 45 hombres del Escuadrón D del 22 SAS. Los argentinos, al poco tiempo de recuperar el archipiélago, habían establecido allí la base aeronaval Calderón, aprovechando la pequeña pista ya existente de la localidad del mismo nombre, destinada a impedir el acceso por la boca norte del Estrecho de San Carlos. A dicho aeródromo fueron asignadas al menos una decena de aeronaves, entre ellas varios aviones de ataque ligero IA-58 Pucará y Turbo Mentor. Estos aviones suponían un peligro para las operaciones de la Marina Real durante su aproximación a la isla Soledad, así como para las tropas británicas que fueran desembarcadas. Esto hizo necesario que se decidiera neutralizar dichos aviones, así como el aeródromo, por tropas del Escuadrón D, del 22 SAS, que se encontraban a bordo del HMS Hermes, las cuales serían apoyadas por la fragata HMS Broadsword y el destructor HMS Glamorgan.
La misión tenía originalmente como objetivo destruir las aeronaves y una estación de radar, así como atacar a las tropas de la guarnición y a las tripulaciones de las aeronaves y el personal de apoyo. Sin embargo, tras el reconocimiento realizado, se descubrió que los fuertes vientos dominantes en la zona harían que el vuelo en helicóptero hasta la isla consumiese más tiempo, lo que hacía que la duración del ataque tuviese que ser recortada de los 90 minutos originalmente previstos a tan solo 30 minutos, de manera que el ataque debía centrarse en destruir las aeronaves, dejando en un segundo plano el resto de los objetivos. Finalmente se descubriría que nunca existió dicho radar o el polvorín, que luego de la maniobra se intentara usar como propaganada para magnificar el hecho.
La noche del 14 de mayo, dos helicópteros Sea King partieron del HMS Hermes con 45 miembros del Escuadrón D a bordo. Las aeronaves dejaron a los soldados a seis kilómetros del aeródromo. El ataque fue encomendado a la Sección de Montaña del Escuadrón, mientras que el resto de las tropas quedó como fuerza de protección, asegurando los accesos al aeródromo y formando una reserva operativa. Las tropas del SAS estaban armadas con fusiles de asalto M16A1, algunos equipados con lanzagranadas M203, y lanzacohetes M72 Viper, además de cargas explosivas, así como morteros L16 de 81mm (cada integrante del equipo portaba al menos dos granadas de mortero para los mismos). Durante la aproximación de la sección encargada del ataque a la pista vieron un centinela argentino, que no descubrió a los atacantes. Estos llegaron hasta los aviones colocando cargas explosivas en siete de ellos. Tras esto los atacantes se retiraron a una distancia de seguridad, desde donde detonaron las cargas y abrieron fuego con fusiles de asalto y cohetes anticarro contra todas las aeronaves. Tan pronto los SAS iniciaron el ataque, el HMS Glamorgan comenzó a disparar sus cañones contra las posiciones argentinas, alcanzando un polvorín y un depósito de combustible.
Los defensores buscaron protección en sus refugios mientras los SAS se retiraron bajo el fuego de cobertura de la fuerza de protección. La única reacción argentina fue detonar las cargas colocadas para destruir la pista, ya que pensaron que se trataba de un ataque dirigido a ocupar el aeródromo. La detonación de dichas cargas hirió a uno de los SAS participantes en el ataque.
Las tropas británicas retornaron al punto de encuentro con los helicópteros a la hora prevista y se decidió volver al Hermes antes de la salida del sol, en lugar de atacar a las tropas argentinas. La misión fue todo un éxito, pues fueron destruidos seis Pucarás, cuatro Mentor, así como un avión de transporte Skyvan y los depósitos de combustible; una misión similar a las que el SAS originario había desarrollado 40 años antes, disminuyendo sensiblemente los medios aéreos destinados a la defensa. Sin embargo, fuentes como Smith, G. citan entre las bajas inglesas que el 19 de mayo, a las 7.15 pm, un Sea King HC-4 del Escuadrón 846 volando al N.E. de las islas, tuvo un accidente con 30 hombres a bordo, de los cuales fallecieron un tripulante, 18 miembros del SAS, un miembro de los Royal Signals y un hombre de la RAF. Este accidente, acreditado por Smith y otros autores a un ave que colisionara con el Sea King (dicho autor agrega "aunque ahora se halla abierto a duda") fue cerca de la fecha donde el SAS intervenía en diversas operaciones (raid de Pebble Island/ Calderón); a fecha 1997, la Fuerza Aérea Argentina (FAA) aun sostenía oficialmente en su libro que la aeronave Sea King que cargaba a los SAS de ese raid tuvo un accidente, en el cual muchos de ellos fallecieron.

#### Operación Sutton y acciones finales
El 21 de mayo, un avión de ataque IA-58A argentino (piloto: capitán Benítez) fue derribado sobre las montañas Sussex, cuando se dirigía al lugar de desembarco en Puerto San arlos; para ello un misil FIM-92A Stinger fue disparado por escuadrón G. Los misiles Stinger, fusiles M-16A2, lanzagranadas M-79 y otros equipos para las SAS fueron un "préstamo" del Delta Force estadounidense. Todas estas armas llegaron a isla Ascensión en aviones de la USAF, junto con miembros del SAS que se encontraban entrenando en Fort Bragg.
El SAS lanzó asimismo un ataque de distracción en Pradera del Ganso (Goose Green) la noche previa al desembarco en Puerto San Carlos en el marco de la Operación Sutton, con 60 hombres del escuadrón D atacaron simulando ser un batallón entero. Tras 20 horas de marcha y muchos kilos de sobrepeso en su equipo, alcanzaron las colinas al norte de Puerto Darwin y atacaron a los argentinos con morteros, cohetes LAW, misiles MILAN, ametralladoras y fusiles. La mañana siguiente se retiraron para enlazar con el avance británico, al que cubrieron con sus Stinger desde el Cerro Alberdi.
A finales de mayo los miembros del escuadrón D del SAS, en una operación de apoyo al avance del 42 Commando, se enfrentaron en Monte Harriet y Monte Kent a la compañía de comandos 602 y a una sección de ametralladoras del Regimiento de Infantería 4 del Ejército Argentino, sufriendo bajas al tomar la posición por la que debía pasar el avance británico.
El 10 de Junio, en una de las acciones finales del conflicto, personal de la 1° Sección de la Compañía de Comandos 601 tuvo un enfrentamiento con una patrulla del SAS en la Isla Gran Malvina; en dichas acciones fue muerto el capitán Hamilton, quien había estado en las Georgias y en Isla Borbón previamente. Junto a el cayó prisionero el cabo Fonseca, ambos del SAS.

#### Operación Mikado: ataque a la base naval de Río Grande

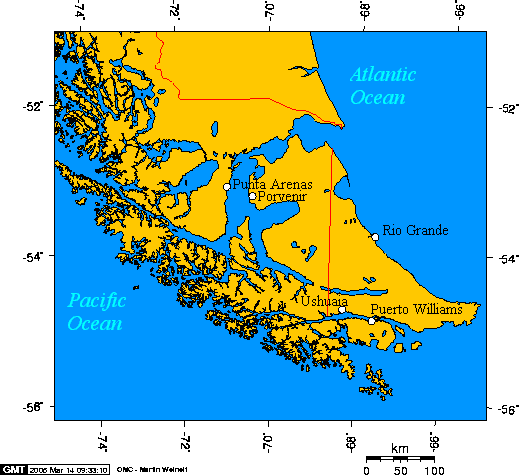
Río Grande en Tierra del Fuego, Argentina.

El gabinete de guerra de Margaret Thatcher decidió, tras el ataque al HMS Sheffield(4 de mayo) que los misiles Exocet debían ser descubiertos y destruidos. Después de analizar todas las opciones, se pensó que una operación del estilo de Operación Entebbe era la ideal. La misión recayó en el escuadrón B (55 SAS y tres Land Rovers artillados) para una operación secreta que bautizaron "Mikado".
Debían volar desde la isla Ascensión hasta la base naval de Río Grande, en Tierra del Fuego. Tras aterrizar en dos Hércules C-130 debían destruir los misiles y los aviones Super Etendard de la Armada Argentina, matar a los pilotos y refugiarse en Chile, considerado territorio neutral, y alegando desperfectos técnicos. El escuadrón empezó a entrenar en las montañas de Escocia. El general Peter de la Biliere, jefe del SAS, pensaba mandar un helicóptero de avanzada al territorio continental argentino para el reconocimiento del objetivo, la ubicación de los aviones y del combustible. Pensaban que los Hércules británicos serían detectados unas 30 millas antes por el radar y recibirían una bienvenida de misiles antiaéreos.
Enterado de los planes, el gobierno de Estados Unidos le advirtió al gobierno británico que el hecho forzaría la intervención de otros países de América Latina en la guerra como Perú.
Como primer paso, el capitán del SAS viajó hacia Chile bajo cobertura diplomática de asistente del agregado militar de la embajada británica en Santiago. Su trabajo era reconocer las rutas, la frontera y planear el abastecimiento. El comando pretendía infiltrar un grupo desde Chile para dar alerta temprana e informar al SAS de los despegues argentinos.
El 18 de mayo de 1982 partió, desde el portaaviones Invincible, el helicóptero Sea King HC-4 (matrícula ZA-290), trasportando tres comandos del SAS con finalidad de instalar un faro para ser usado de referencia por el grupo de ataque, que estaba por arribar una vez completado ese primer paso. La nave se dirigía hacia Río Grande en la noche del 18/19 de Mayo, cuando el radar mostró a 20 kilómetros del objetivo que habían sido detectados, por lo que decidieron abortar y avanzar hacia el oeste, rumbo a Chile, en dirección a Punta Arenas. En dicho lugar, de acuerdo al autor Gordon Smith, el Sea King fue deliberadamente destruido por los tripulantes (las fuentes argentinas dicen que fue estrellado debido al mal clima y mala visiblidad). Los tres tripulantes se internaron en Chile, siendo el gobierno chileno quien enviara vehículos bulldozer para dejar la nave enterrada. La orden que llegó desde los cuarteles de Hereford fue terminante: la misión se pospone. Los ensayos del ataque realizados en el Reino Unido habían sido un desastre, y posteriormente se descubrió que la base estaba mejor protegida de lo que se pensaba.
Los pilotos del SAS partieron vestidos de civil en un vuelo de línea desde Santiago de Chile a Londres. Más tarde hubo otro intento para llevar adelante la Operación Mikado, pero ocho comandos del escuadrón D del SAS murieron cuando un helicóptero se cayó al mar al trasladarlos de un barco a otro pocas semanas después del primer intento. Nuevamente se ordenó posponer la misión.

### Guerra del Golfo
En agosto de 1990 llegó a Arabia Saudí un primer destacamento de SAS y SBS, este incluía a los escuadrones G y D, que dedicaron semanas a entrenarse en Omán. Poco después de las navidades de 1990, elementos adicionales del SAS se desplazaron a Arabia Saudí en el mayor despliegue en mucho tiempo del regimiento, ya que se destacó a todos los hombres de tres escuadrones (A, D y B), quedando el escuadrón G en rotación de funciones antiterroristas en el Reino Unido. A estos se unieron algunos elementos del SAS signals y de los 21 y 23 SAS, sumando en total unos 400 hombres. Dado que los estadounidenses ya estaban realizando patrullas en profundidad de la zona de Kuwait, no estaba claro cuál sería el papel del SAS.

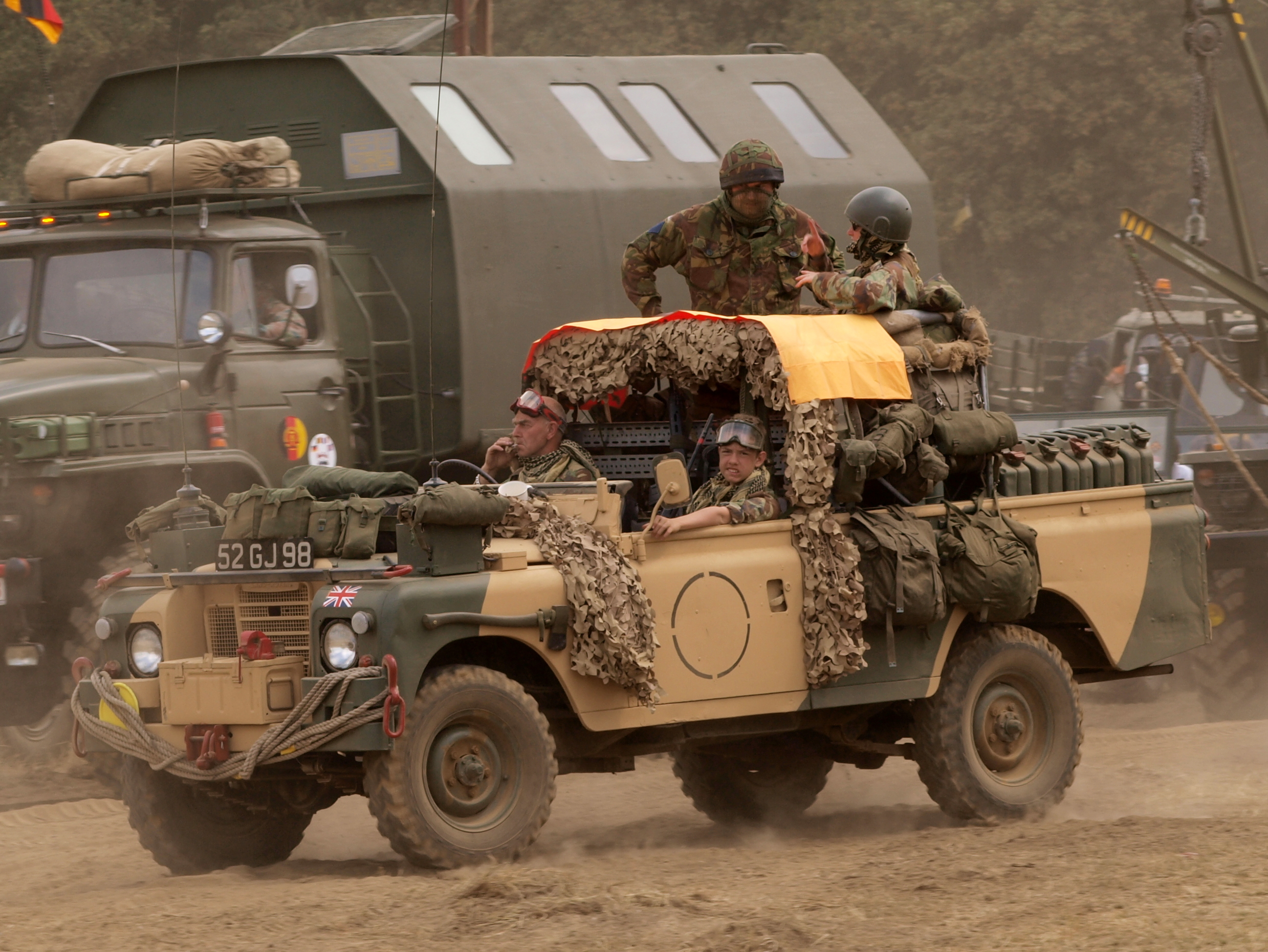
Land Rover 110, empleado por el SAS en la Guerra del Golfo.

El equipo Bravo Two Zero.

El comandante del SAS presentó a su unidad de voluntarios para realizar ataques de distracción detrás de las líneas enemigas, destruyendo instalaciones de comunicación, líneas de fibra óptica e interceptando el abastecimiento de los iraquíes. Grupos de los escuadrones A y D del SAS fueron infiltrados en Irak, desplegándose a mediados de enero, primero en búsqueda de objetivos camuflados y, tras los ataques a Israel, de lanzaderas móviles de misiles Scud. Los hombres del SAS experimentaron la dureza del desierto iraquí, seco y árido, así como la poca protección para esconderse del enemigo y las temperaturas extremas. El modo de lucha del SAS fue constituir columnas motorizadas (Desert Fighting Columns), que se infiltraron profundamente en Irak, moviéndose de noche y ocultándose de día. Los escuadrones A y D del SAS se dividían cada uno en dos columnas, equipada cada una con un camión Unimog en funciones de nodriza. El resto de la columna se componía de 8 a 12 Land Rovers fuertemente armados (ametralladoras Browning 0.50, lanzagranadas Mk 19 de 40 mm, misiles MILAN, lanzacohetes LAW, misiles Stinger, morteros de 81 mm) para poder enfrentarse a cualquier cosa que pudieran encontrar. Las columnas operaron durante toda la guerra, efectuando emboscadas a columnas de transporte y obteniendo información sobre el terreno. Se rumoreó en su momento que una de las columnas del Escuadrón A llegó a internarse en Irak hasta llegar a unos 18 kilómetros de Bagdad.
Las grandes distancias hicieron que hubiera que solucionar el problema de abastecer a las patrullas, ya que los Chinook de la RAF no daban abasto, por lo que se constituyó una unidad temporal, el escuadrón E. Esta unidad de abastecimiento se componía de diez camiones y una escolta de Land Rovers 90 fuertemente armados, cedidos por el escuadrón B, que se internaron hasta unos 150 km dentro de Irak para llevar suministros al SAS en el punto de reunión fijado (el SAS operaba todavía más lejos de la frontera). Hacia el final de la campaña aérea, las dos columnas del escuadrón A se unieron para atacar a una torre de comunicaciones supuestamente relacionada con los misiles Scud, denominada Victor Two. La instalación se creía débilmente defendida, pero los SAS encontraron a cientos de iraquíes cuando empezó el combate, a pesar de ello lograron destruir la torre.
Además el escuadrón B formó las Road Watch Patrol, que consistían en grupos de ocho hombres insertados detrás de las líneas enemigas mediante helicópteros Chinook del 7 Squadron de la RAF (que destacó tres aparatos a la base de Al Jouf, Arabia Saudí). Establecían puestos de observación en las rutas principales a la espera de lanzaderas de Scud o columnas de vehículos. Cuando las localizaban, solicitaban ataques aéreos para destruirlas. Sin embargo, una de las patrullas, la Bravo Two Zero, tuvo muchos problemas desde el principio y su misión acabó en desastre. La patrulla Bravo Two Zero fue enviada al norte de Irak, a unos 300 kilómetros de la frontera con Arabia Saudí y a 120 kilómetros de Siria, para instalar dos puestos de observación. La patrulla fue descubierta y solamente uno de los ocho hombres, Chris Ryan, logró escapar, mientras que cuatro fueron capturados y tres resultaron muertos.

### Sierra Leona
El 25 de agosto de 2000, 11 miembros del Regimiento Real Irlandés y un oficial vinculado al ejército de Sierra Leona fueron secuestrados en Occra Hills, territorio de los West Side Boys. Los West Side Boys (Muchachos del lado oeste) eran un grupo rebelde armado dirigido por el brigadier Foday Kallay, un exoficial del ejército y un asesino muy conocido. Dos días después de que los rehenes fueron capturados, Kallay comenzó a hacer públicas sus demandas, incluyendo la renuncia del gobierno de Sierra Leona y la liberación de sus camaradas encarcelados. Luego de cinco días de negociación, los miembros más jóvenes del grupo británico fueron liberados.
A diferencia de las operaciones sigilosas con las que las fuerzas SAS estaban familiarizadas, la Operación Barras involucraba un asalto completamente frontal. Si eran descubiertos, los helicópteros se convertirían en objetivos fáciles para los rebeldes armados. Para garantizar la seguridad de los rehenes y el éxito de la misión, la operación dependía de la coordinación, la velocidad y el factor sorpresa.
130 integrantes del regimiento paracaidista, respaldados por 70 del SAS, asaltaron el objetivo al amanecer. En apenas veinte minutos, todos los rehenes habían sido rescatados y se encontraban de camino al barco británico atracado en Freetown, la capital de Sierra Leona. La lucha feroz entre el SAS y los doscientos miembros del grupo rebelde se saldó con al menos 25 West Side Boys muertos y 18 capturados, incluyendo a Foday Kallay, su líder. Un miembro del SAS y 12 paracaidistas resultaron heridos en la operación.

### Balcanes

#### Bosnia[82]
Como soporte a la misión de las Naciones Unidas, en la que participaban soldados británicos, el escuadrón D del SAS se desplegó en Bosnia. El jefe de la misión de la ONU era el general británico sir Michael Rose, un ex-SAS. Cuando los musulmanes y croatas bosnios estaban a punto de firmar la paz entre ellos, el general Rose pidió tropas del SAS adicionales. Así, el escuadrón A llegó a la zona para recoger información, haciéndose pasar por oficiales de las tropas de la ONU, y ayudar a trazar los mapas de las zonas en disputa en unos pocos días.
Sus operaciones más relevantes fueron:
- Sarajevo: Elementos del SAS esquivaron el asedio serbio para dirigir, desde la ciudad, ataques aéreos de la OTAN.
- Gorazde: El SAS destacó siete miembros a esta ciudad para informar sobre la situación, muriendo uno de ellos (el cabo Rennie) por las heridas sufridas. Un miembro del SAS resultó muerto al pisar su Land Rover una mina. El SAS además dirigió ataques aéreos de la OTAN y rescató a un piloto de la Royal Navy derribado por los serbios.
- Maglai: Un helicóptero holandés realizó una inserción nocturna de miembros del SAS, para que informaran de la situación.

Tras la guerra se realizó la Operación Tango en julio de 1997. Miembros del SAS fueron transportados a Prijedor en helicópteros Black Hawk del ejército de EE. UU. Su objetivo era arrestar a dos líderes serbios acusados de crímenes de guerra. Uno de ellos se resistió al arresto y fue abatido.

#### Kosovo
Miembros del escuadrón D se infiltraron en Kosovo el 21 de marzo de 1999, horas antes de que la OTAN empezara los ataques aéreos. Su misión era recoger información sobre el terreno, identificando posibles objetivos para los aviones (convoyes, unidades militares, posiciones antiaéreas y baterías de misiles SAM). Se cree que alguna unidad del SAS fue detectada por los serbios y que hubo combates, aunque esto nunca se confirmó públicamente.
En junio de 1999, durante la guerra de Kosovo, un Hércules del 47° Escuadrón de la RAF se estrelló en la base aérea de Kukes, Albania. El avión llevaba tropas del SAS cuya misión era ocupar el aeropuerto de Pristina antes de que lo tomara una columna de paracaidistas rusos. No hubo muertos en el accidente.

### Irak
Irak ha sido uno de los escenarios más duros en que se ha desenvuelto el SAS en los últimos años, tanto por la intensidad como por la duración del conflicto.
Además en Irak, los SAS han hecho pública por primera vez su crítica, tanto acerca de cómo se dirigía la guerra como de los procedimientos de los estadounidenses, bajo cuyo mando estaban.
Sin embargo, los SAS prescindieron finalmente las tácticas desarrolladas en el Ulster, convencidos por su jefe, el teniente coronel Richard Williams, y se integraron en la lucha contra la insurgencia siguiendo las tácticas diseñadas por el general estadounidense McChrystal de ataques continuos cada noche. Los asaltos continuos, por un lado, presionaban a los insurgentes y, por otro, permitían recoger información para más ataques. Asimismo, en 2006 el soldado de la SAS Ben Griffin se negó a combatir en Irak y abandonó el ejército por las tácticas ilegales de las tropas estadounidenses, más concretamente los interrogatorios a prisioneros. Esta ha sido la primera ocasión en la que un soldado del SAS se ha negado a entrar en combate y abandona el ejército por motivos morales.

#### Invasión de Irak
El 21 de marzo de 2003, una fuerza combinada de SAS (escuadrones B y D del 22 SAS británico y escuadrón 1 del SASR), denominada Task Force 7 del UKSF, infiltrándose desde Jordania por tierra y aire ocupó las bases aéreas H2 y H3 en el oeste de Irak, cerca de la frontera. Los SAS llegaron en sus Land Rovers y tras neutralizar a los guardias y posiciones defensivas, limpiaron los hangares y edificios de soldados iraquíes. Soldados del 45 Commando de los Royal Marines y del 75 Ranger Regiment establecieron un perímetro defensivo alrededor de las bases, que se convirtieron en bases avanzadas para las operaciones del SAS. Posteriormente el SASR australiano tomó la base aérea H-3 (Al Assad), con apoyo aéreo de los F-18 de la RAAF.
Los SAS pasaron posteriormente a buscar lanzadores Scud, para que no se emplearan contra Israel, y otros objetivos que pudieran tener importancia militar. Las columnas de Land Rover del SAS solicitaron a veces apoyo aéreo de los Harriers GR7 de la RAF. Asimismo se emplearon aviones Predator de la USAF para detectar amenazas en la ruta de avance del SAS.
Posteriormente el escuadrón G del SAS también se destinó a Irak para apoyar al ejército británico en el sur, reemplazando al ODA 554 estadounidense.

#### Ocupación de Irak
Después de derrocar a Saddam Hussein, se ha divulgado[cita requerida] que un escuadrón del SAS fue asignado a un grupo de operaciones especiales que funcionaban en el país, conocido como Task Force 145 (TF-145). Renombrado después TF-88, consistía en varios elementos:
- TF Black (más tarde Task Force Knight): compuesto por un escuadrón del SAS, apoyado por una compañía de SFSG (TF maroon). Se añade algún miembro del SBS (el SBS parece que se centró en Afganistán y el SAS en Irak). Tenía la base en "The Station", en la zona verde de Bagdad. Como con sus otras comisiones de servicio, el SAS rotaba un escuadrón cada semestre. Un segundo escuadrón se desplegó ocasionalmente en el sur para prevenir la infiltración iraní y entorpecer el suministro de armas desde Irán.
- TF Blue: SEAL de la marina de los EE. UU. del DEVGRU (Team SEAL 6).
- TF Green: Destacamento Delta Force.
- TF Orange.

El papel primario del TF-88 era buscar y eliminar a miembros de Al-Qaeda en Irak. En respuesta a los secuestros de occidentales, el rol de TF-88 se amplió para incluir esta amenaza. El despliegue llegó a incluir unos 400 miembros de la UKSF en Bagdad (SAS, SBS, Special Reconnaissance Regiment, Special Forces Support Group, SAS Signal Squadron y RAF), que se especializaron en asaltar objetivos de la insurgencia iraquí, preferentemente por la noche.

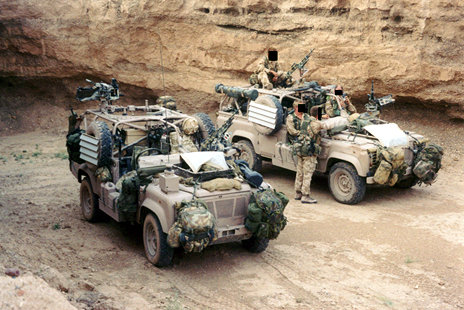
Land Rovers WMIK británicos en Irak, ocultos en un uadi.

En julio de 2003, un equipo del SAS realizó un reconocimiento de una residencia en Mosul, sospechosa de albergar a Uday y Qusay Hussein, hijos de Saddam. Los británicos pidieron que el SAS atacara la casa, pero fue una fuerza combinada de Delta Force y la 101.ª División Aerotransportada que asaltó el edificio y mató a los dos hijos.
En noviembre de 2004, el Escuadrón D recibió órdenes expresas de no participar en el asalto a Fallujah junto a las tropas de EE. UU. con que operaba.
En julio de 2005, un equipo de francotiradores del SAS neutralizó a una célula suicida de insurgentes antes de que pudieran alcanzar sus blancos en Bagdad. El mismo enero de 2005, la insurgencia derribó cerca de Bagdad un Hércules C-130 del 47 Escuadrón de la RAF, que colaboraba con el SAS y que buscaba zonas de aterrizaje para extraer tropas del SAS. Solo unas pocas horas antes, el mismo C-130, matrícula XV179, había transportado a 50 hombres del escuadrón G a Bagdad, procedentes de la base estadounidense de Balad, desde la que el SAS lanzaba sus incursiones en el triángulo sunita.
En septiembre de 2005, dos soldados británicos, asociados al SAS y vestidos como civiles locales, fueron detenidos en Basora y llevados a una comisaría. Los detenidos aparecen en televisión y los miembros del SAS son rápidamente movilizados, asaltando la comisaría y una villa de la milicia chií para rescatar a los detenidos. En este caso el Escuadrón A montó la operación de rescate en contra de las órdenes del gobierno británico, que la había prohibido.
En marzo de 2006, el SAS rescató el activista británico, Norman Kember, y a dos canadienses que habían sido secuestrados en Bagdad. En noviembre de 2006 muere un sargento del SAS en Basora, en combate con la guerrilla, primera baja mortal del SAS en Irak.
El 5 de septiembre de 2007, un equipo de 30 hombres del SAS asaltó una casa que Inteligencia había establecido como la localización de un jefe de Al Qaeda. La misión fue un éxito pero costó la vida de un miembro del SAS, el sargento Collins. En noviembre de 2007, murieron dos miembros del escuadrón A del SAS y dos resultaron gravemente heridos al estrellarse un helicóptero Puma de la RAF durante una operación en Bagdad. A finales de 2007, un escuadrón adicional del SAS se desplegó en el sur de Irak junto al SAS australiano, en la frontera con Irán, para cortar el suministro de armas a las milicias chiíes y contrarrestar la infiltración iraní. El despliegue se llevó a cabo tras derribar en mayo los insurgentes chiíes un helicóptero Lynx como culminación del incremento de los ataques contra las tropas británicas. Se hicieron incursiones al otro lado de la frontera para acabar con el contrabando de armas desde Irán y se liquida a varios traficantes de armas y algún supuesto agente iraní. De acuerdo al general McChrystal, el escuadrón A en su rotación (6 meses) en 2007 efectuó 175 misiones contra la insurgencia iraquí.
El 26 de marzo de 2008 cayó un soldado del SAS durante una operación contrainsurgencia en una ciudad en el norte de Irak. Asimismo este año se conoce el empleo de perros adiestrados, que equipados con cámaras realizan tareas de reconocimiento para el SAS. Al menos dos de estos perros, Thor y Scotty, murieron durante la campaña contra los comandos de bombas suicidas de Al Qaeda en Bagdad. En Hereford existe un monumento en su memoria.
En 2009 se hace público que el SAS ha hecho saltos nocturnos en paracaídas en varias de sus misiones de asalto, particularmente en la Ciudad Sáder, para de este modo lograr sorprender a sus objetivos.[cita requerida]

### Afganistán

#### Operaciones después del 11-S
Tras el 11-S, el primer ministro Tony Blair ofreció la colaboración del UKSF, y miembros del SAS y SBS se desplegaron en países limítrofes con Afganistán.
En cuanto al SAS, se enviaron dos escuadrones completos, A y G, como parte de la operación "Determine". Su tarea consistía en el reconocimiento y la evaluación de daños de ataques aéreos, aunque el ejército de EE. UU. los dejó bastante de lado. Quedaban en Gran Bretaña en estado de máxima alerta los escuadrones B y D.
En 2003 había unos 120 militares regulares del 22 SAS ya desplegados en Irak, junto con 80 efectivos del SBS. Debido a la escasez de fuerzas especiales, unos 80 reservistas voluntarios del 21 y 23 SAS fueron enviados a Afganistán para luchar contra Al Qaeda.
En junio de 2006, dos miembros del SAS mueren en una emboscada de los talibanes en Sangin, en el Sur de Afganistán. Una fuerza conjunta del SAS y paracaidistas había realizado un asalto nocturno a una aldea donde se creía que celebraba una reunión de jefes talibanes. En el posterior repliegue los SAS fueron emboscados por un nutrido grupo de guerrilleros. Los paracaidistas británicos que acudieron al rescate, ante la feroz defensa de los talibanes, se vieron obligados a solicitar apoyo de artillería y ataques aéreos para poder sacar a los SAS de allí.
En enero de 2007, los SAS capturan al líder talibán Mohamed Nabi en una de sus incursiones en la provincia de Helmand. En 2007 el SAS y SBS matan a seis comandantes talibanes. Una de las misiones del SAS es eliminar a líderes talibanes.
En 2008, el jefe del escuadrón D del 23 SAS, el mayor Sebastián Morley, dimite por la muerte, en una explosión, de tres miembros del 23 SAS en Afganistán cuando circulaban en un Snatch Land Rover ligeramente blindado. En 2010 el teniente general sir Graeme Lamb, exjefe de las Fuerzas Especiales británicas, denunció en su despedida la falta de equipos del SAS en Afganistán e Irak, lo cual llevó entre otras cosas a la pérdida de dos helicópteros Chinook en operaciones del SAS/SBS contra los talibanes. Anteriormente el comandante del 22 SAS, Richard Williams, también había dimitido como protesta ante las trabas y faltas de medios que afrontaba el SAS para cumplir sus misiones con éxito.

### Libia
Elementos del SAS, SBS y el Special Reconnaissance Regiment operaron desde el principio de la crisis, revelándose públicamente la existencia del llamado escuadrón E, formado en 2007.[cita requerida] Los soldados de este escuadrón que operaron con el MI6 y en Libia vestían de paisano con identidades falsas y preferiblemente armamento local. Después se les unió el escuadrón D del 22 SAS, en tanto que elementos del regimiento Paracaidista (Special Forces Support Group) y efectivos de los Royal Marines quedaron en alerta por si fuera necesario un despliegue.
Al estallar la revuelta el 3 de marzo de 2011, efectivos del escuadrón C del SBS y dos C-130 del 47° Escuadrón de la RAF participaron en la evacuación aérea desde el aeródromo de Zilla, en el sur de Libia, de ciudadanos británicos y occidentales que se encontraban trabajando en pozos de petróleo en el interior de Libia. En estas operaciones iniciales, un equipo del UKSF fue capturado en Bengasi cuando escoltaba a diplomáticos británicos que trataban de contactar con los cabecillas rebeldes. Se pensaba que eran miembros del SAS o SBS, pero en realidad se trataba de miembros del Escuadrón E (miembros del SAS/SBS trabajando para el MI6), que fueron capturados tras ser llevados desde Malta por un CH-47 Chinook de la RAF al desierto cercano a Bengasi. En abril la OTAN atacó por error a columnas rebeldes y se aprobó el despliegue sobre el terreno de fuerzas especiales, entre ellos el SAS.
Oficialmente nunca ha habido confirmación del número exacto de miembros del SAS que actuaron en Libia, ni de los medios con que contaban, aunque se sabe que emplearon misiles antitanque MILAN que disponían los comandos cataríes junto a los que operaron. Se cree que hasta unos 100 miembros del Special Forces Support Group (SFSG) y unos pocos del 18(UKSF) Signals Regiment se enviaron para apoyar en las operaciones al SAS, que inicialmente tuvo a unos 20 miembros y habría acabado desplegando al escuadrón D entero. El SAS habría actuado junto a fuerzas especiales de Francia y Catar, así como más tarde con mercenarios árabes y miembros de las fuerzas especiales de Jordania, Egipto, Emiratos Árabes y EE. UU. que se unieron posteriormente a las operaciones. Algunas fuentes periodísticas citaban en su momento que miembros del SAS estaban presentes en el asedio de Misrata para señalar los objetivos a los aviones y helicópteros de ataque de la OTAN. No está muy claro si se trataba de miembros en activo o exsoldados del SAS que trabajan para compañías privadas de seguridad. Francia desplegó sus tropas en el oeste del país, y el SAS, junto con tropas especiales de Catar, fue asignado al este de Libia, donde apoyaron a los rebeldes en la toma de Sirte.
Durante la intervención internacional contra Gadafi, la tarea principal de los miembros del SAS fue entrenar a las milicias anti-Gadafi, estableciendo campos de entrenamiento en la zona rebelde, y asesorar la campaña militar. En abril de 2011 llegaron los primeros veinte asesores del SAS a Bengasi para ayudar a coordinar las tropas rebeldes. Posteriormente, en solitario o en parejas y vestidos como civiles libios, esos miembros del SAS acompañaron sobre el terreno a las unidades que habían entrenado.
También apoyaron la intervención aérea de la OTAN señalando objetivos a la aviación e identificando posibles objetivos de interés (baterías antiaéreas, concentraciones de tropas, búnkeres camuflados, columnas del ejército libio, etc.), así como dirigiendo ataques aéreos para allanar el avance de los rebeldes. Otras tareas consistían en la coordinación de los rebeldes con la OTAN y en proporcionar información para facilitar los ataques rebeldes. No hay informes acerca de combates con tropas libias, dado que la misión principal era recabar información y señalar objetivos.
En marzo de 2011, una unidad de entre seis y ocho miembros de las fuerzas especiales británicas, que acompañaba a un agente del MI6, fueron capturados al aterrizar en un helicóptero. Al principio se creía que se trataba de miembros del SAS, pero tras los desmentidos de fuentes del SAS, se supone que se trataba de miembros del SBS.

### Contraterrorismo
Después de la masacre de los rehenes de la olimpiada de Múnich, en septiembre de 1972, las autoridades británicas decidieron organizar unidades antiterroristas del SAS. La nueva unidad se llamaba Counter Revolutionary Warfare Wing (CRW), y fue pionera en crear un escenario realista («killing house») y utilizar edificios reales para entrenar asaltos y el combate en espacios cerrados (CQB). Se estudiaron a fondo las tácticas de asaltos a medios de transporte, especialmente aviones y barcos (esto último conjuntamente con el SBS). Asimismo se adoptaron en el SAS nuevas armas y equipos para las nuevas tareas asignadas, destacando entre ellas la creación de las granadas aturdidoras, «stun grenade» o «flash bang», adoptada después por las policías de todo el mundo.
Los principales esfuerzos se dedicaron a combatir al IRA (Ejército Republicano Provisional Irlandés), tanto en Gran Bretaña como en Irlanda del Norte, pero hasta noviembre de 1976 el gobierno británico no anunció públicamente que interviniera un escuadrón completo en la región de South Armagh. Durante aquellas operaciones, las unidades del SAS establecieron puestos disimulados de observación para mantener a los sospechosos terroristas bajo constante vigilancia. En 1978 una unidad del SAS que prestaba servicio en Irlanda del Norte, comenzó a actuar por toda la provincia. Los equipos del SAS participaron en un gran número de emboscadas a unidades del IRA entre 1976 y 1987, 40 miembros del IRA murieron en estas emboscadas. El 8 de mayo de 1987, soldados del Servicio Aéreo Especial emboscaron, con información proporcionada por la RUC (siglas de la Royal Ulster Constabulary, un cuerpo de policía británico activo de 1922 a 2001), y acabaron con ocho miembros del IRA mientras intentaban detonar una bomba en una comisaría de Loughgall y causaron dos bajas civiles.
En mayo de 1977, miembros del SAS ayudaron a infantes de marina holandeses y a la policía a tomar un tren cargado de rehenes que había sido asaltado por terroristas surmoluqueños. Cinco meses más tarde dos miembros del SAS colaboraron con el GSG-9 alemán y fueron los primeros en utilizar granadas aturdidoras tipo «flash bang» durante el asalto de un avión de Lufthansa secuestrado en Mogadiscio. El empleo de estas granadas –inéditas por aquel entonces– contribuyó al éxito de la operación.

#### Operación Nimrod
El 30 de abril de 1980, la operación se realizó bajo el mando del oficial John McAleese junto con su equipo especial cuando la embajada iraní en Londres fue ocupada por un grupo de seis terroristas opositores al régimen islámico instaurado por el Ayatollah Jomeini, él llevó a cabo la acción de romper las ventanas del balcón y asaltar a los terroristas junto con 3 oficiales más.
El secuestro terminó cuando miembros del SAS tomaron por asalto el edificio, salvando a los 26 rehenes. Fue transmitido en directo desde el exterior por el canal televisivo BBC.

## Memoriales
Los nombres de los miembros del SAS regular que murieron de servicio se inscribieron en la torre del reloj del regimiento en Stirling Lines. Originalmente financiado por contribuciones de un día de pago por miembros del regimiento y una donación de Handley Page en memoria de Cpt. R.K. Norry, quien murió en un accidente de paracaidismo en caída libre, fue reconstruido en el nuevo cuartel de Credenhill. Los miembros sobrevivientes dicen que aquellos cuyos nombres están inscritos "no han podido ganarle al reloj". Por sugerencia del entonces oficial al mando, Dare Wilson, inscrito en la base del reloj hay un verso de The Golden Road to Samarkand por James Elroy Flecker.

Somos los peregrinos, maestro; deberiamos irnos
Siempre un poco más lejos: puede ser
Más allá de esa última montaña azul cubierta de nieve
Al otro lado de ese mar enojado o resplandeciente...

El otro monumento principal es el SAS y el monumento de las Fuerzas Aerotransportadas en los claustros de la Abadía de Westminster. El Memorial de la Brigada SAS en Sennecey-le-Grand en Francia conmemora la muerte en tiempos de guerra del SAS belga, británico y francés y recientemente se agregó una placa conmemorativa al Memorial David Stirling en Escocia. Hay otros monumentos más pequeños "dispersos por toda Europa y en el Lejano Oriente".

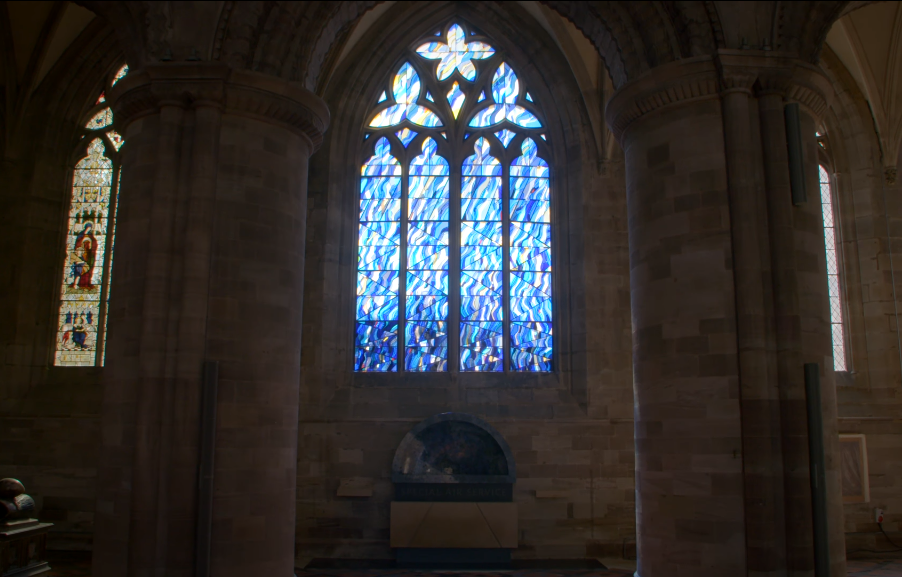
El memorial del SAS en la catedral de Hereford.

La iglesia local de San Martín, Hereford, tiene parte de su cementerio a un lado como un monumento SAS, más de veinte soldados SAS están enterrados allí. También hay un muro de recuerdo que muestra placas conmemorativas para algunos que no pudieron ser enterrados, incluidos los 18 hombres de SAS que perdieron la vida en el accidente del helicóptero Sea King durante la Campaña de las Malvinas el 19 de mayo de 1982 y una escultura y un vitral dedicado a El SAS.
El 17 de octubre de 2017 se hizo el memorial Ascension, una nueva escultura y ventana en honor al Regimiento Especial del Servicio Aéreo en la Catedral de Hereford, fue dedicada por el Obispo de Hereford en un servicio al que asistió el Príncipe William. Fue construida por el escultor John Maine de la Royal Academy, la escultura fue hecha de sienita azul brasileña, arenisca dorada de la cantera Clashach, cerca de Elgin en Escocia y mármol negro Tournai de Bélgica.

## En la cultura popular
Desde que el SAS fue conocido después de la Operación Nimrod, ha sido referenciado y comenzó a aparecer en la cultura pop.

### SAS en los videojuegos

#### Call of Duty: Modern Warfare
Este juego publicado en el 2007 el cual nos cuenta la historia de la Guerra de Irak vista desde los zapatos del capitán 'Soap' MacTavish, personaje exclusivamente del videojuego, perteneciente al 22° Regimiento del SAS, junto con el Cuerpo de Marines de los Estados Unidos (USMC) la cual protagoniza el sargento Paul Jackson, también personaje de la saga de Call Of Duty.
Existe el rumor de que uno de los personajes del juego, el capitán John Price está inspirado en el miembro del SAS, John MacAleese.

#### Call Of Duty: Modern Warfare 3
En esta entrega, en una misión, llamada 'Cuidado con el hueco', el jugador debe acabar con una amenaza terrorista en Londres, la cual resultaría ser un ataque químico que explotaría en Westminster, más concretamente en Downing Street.

#### Call Of Duty: Modern Warfare (2019)
En esta entrega, jugaremos como Kyle 'Gaz' Garrick, un agente del SAS el cual deberá hacer varias misiones, entre las cuales destaca la misión 'Haciendo Limpieza' en la cual tendremos que despejar una casa minada de terroristas y civiles. La misión se caracteriza por la dureza que presenta, puesto de que el jugador debe lidiar con no saber si el NPC es un civil o un terrorista que puede detonar una bomba en la casa.

#### Counter-Strike: Global Offensive
Videojuego hecho por Valve y publicado en el 2012, el juego contiene un modelo para el jugador llamado "SAS" la cual es un militar con un traje azul oscuro y con una máscara de gas, su descripción es:
"The world-renowned British SAS was founded during WW2 by Colonel Sir Archibald David Stirling as a commando force to operate behind enemy lines."
(El mundialmente famoso británico SAS fue fundado durante la Segunda Guerra Mundial por el coronel Sir Archibald David Stirling como una fuerza de comando para operar detrás de las líneas enemigas.)

#### Rainbow Six: Siege
En este juego de 2015, se presentan 4 operadores pertenecientes al grupo SAS, de los cuales 2 son operadores de ataque y 2 de defensa. Los mismos venían incluidos en la primera versión del juego.

### SAS en las películas

#### Who Dares Win(1982)
Es una película dirigida por Ian Sharp y Reginald Rose, la película trata sobre la Operación Nimrod que se llevó a cabo en la embajada iraní en Londres y como el SAS salva a los rehenes del grupo terrorista, recaudó más de 2667 millones USD para producirla.

#### 6 Days(2017)
Dirigida en el 2017 por Toa Fraser y producida por New Zealand Film Commission y XYZ Films, al igual que la película anterior, está también se lleva a cabo en la Operación Nimrod de 1980.

### SAS en la televisión

#### Ultimate Force (2002)
Ultimate Force (Fuerza Máxima en español) es una serie de televisión británica que salió al aire en el canal ITV en el año 2002, la sinopsis de esta serie trata de un grupo de algún escuadrón del SAS llamado la 'Tropa Roja' con el objetivo de tomar el mando en un asedio bancario, lo cual pone en riesgo la vida del equipo al llevar a cabo esa misión.

## Voces críticas
Entre otras voces críticas de los últimos años, el exdirector de las fuerzas especiales británicas (DSF), el general de brigada Graeme Lamb, quien había sido anteriormente jefe tanto del SAS como del SBS, culpó a los recortes del gobierno el fracaso de operaciones como la de Bravo Two Zero, especificando que en esa operación no se pudieron realizar los rescates necesarios porque los helicópteros británicos no tenían los dispositivos básicos de infrarrojo que permiten volar de noche, situación que no había cambiado una década más tarde.
En este contexto, al menos tres altos mandos del SAS han dimitido desde 2010.

## Alianzas
El SAS tiene vínculos con las siguientes unidades hermanas:
- Regimiento de Servicio Aéreo Especial[132] (Australia)
- Cuerpo de Marines de los Estados Unidos
- Servicio Aéreo Especial de Nueva Zelanda[132]